# Mașină de tuns iarba

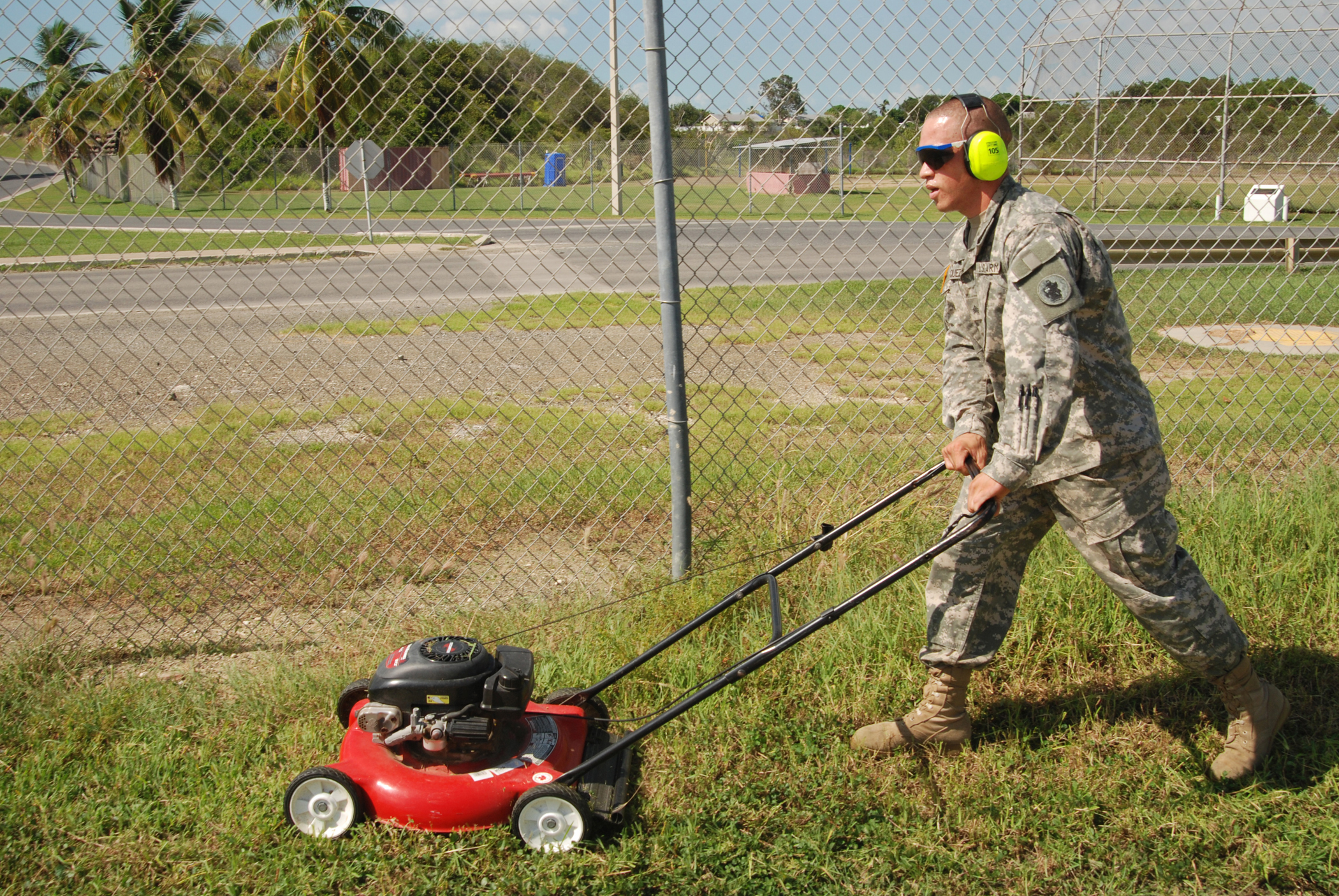
O mașină de tuns iarba rotativă tipică modernă, alimentată cu benzină/petrol, cu lame de tăiere autoalimentate, dar care necesită în continuare forța umană pentru a o deplasa pe sol și a o ghida. Mașinile de tuns iarba de tipul celor prezentate au de obicei o lățime cuprinsă între 51 și 61 cm.

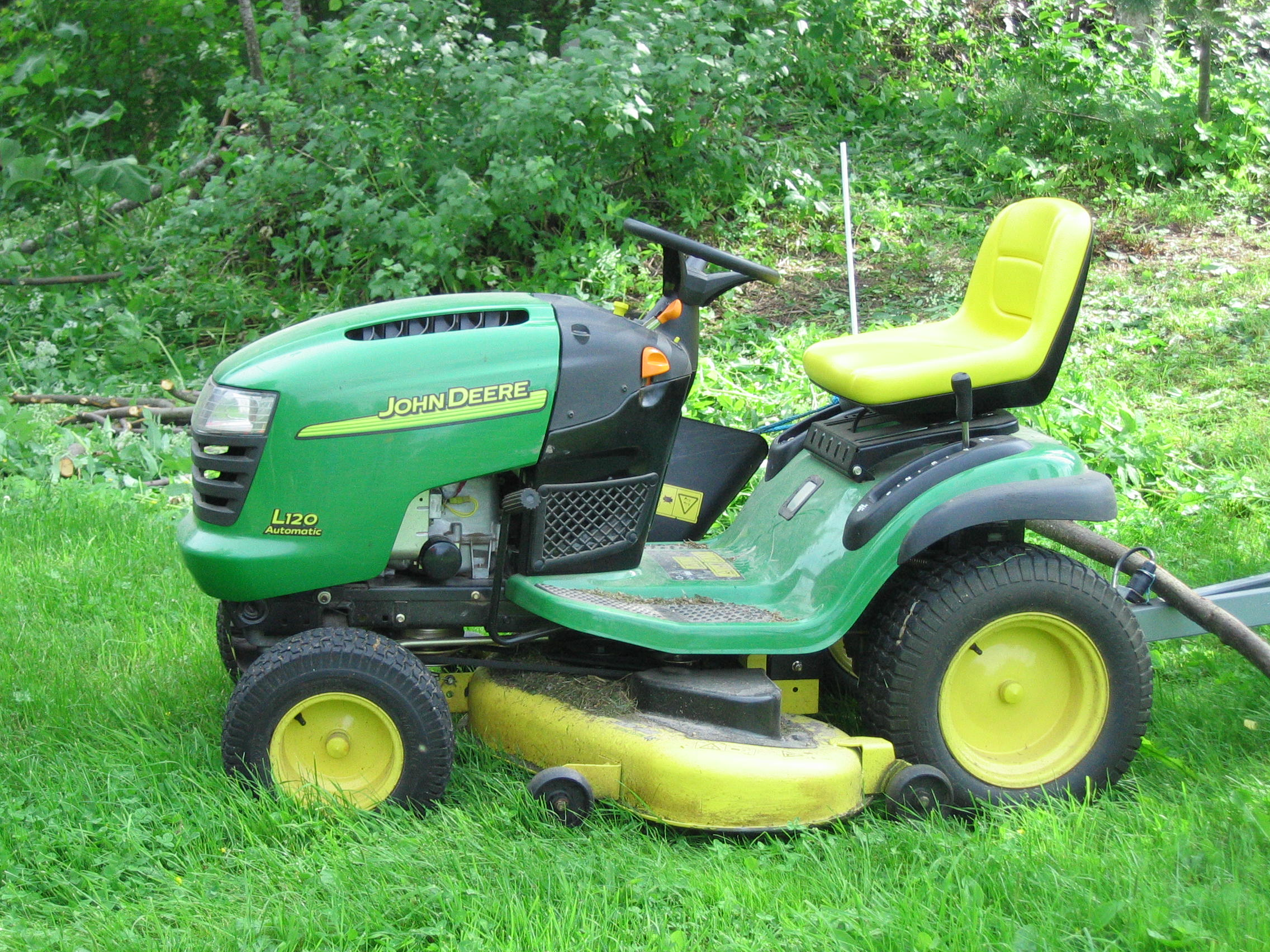
O.

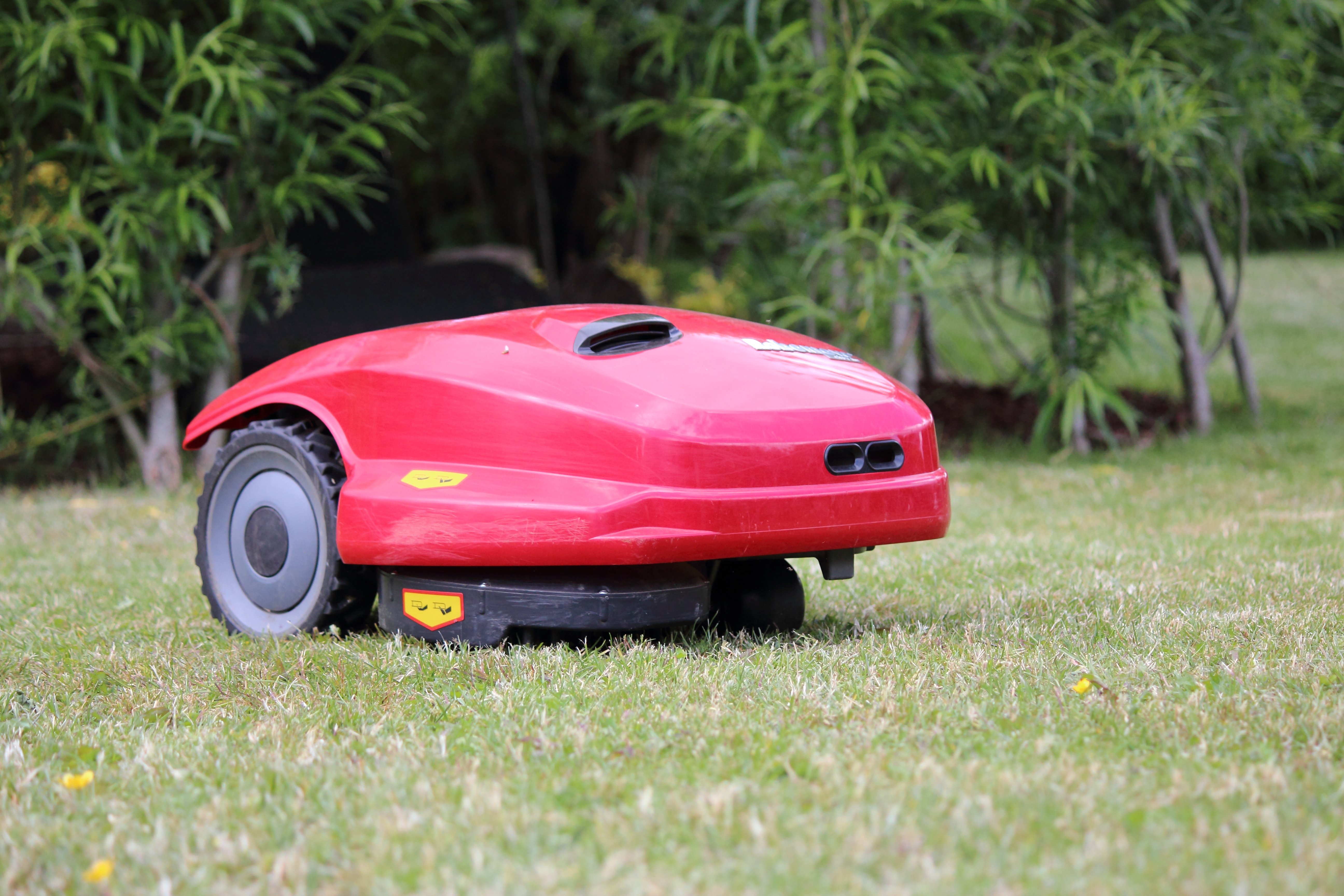
O alimentată cu baterii

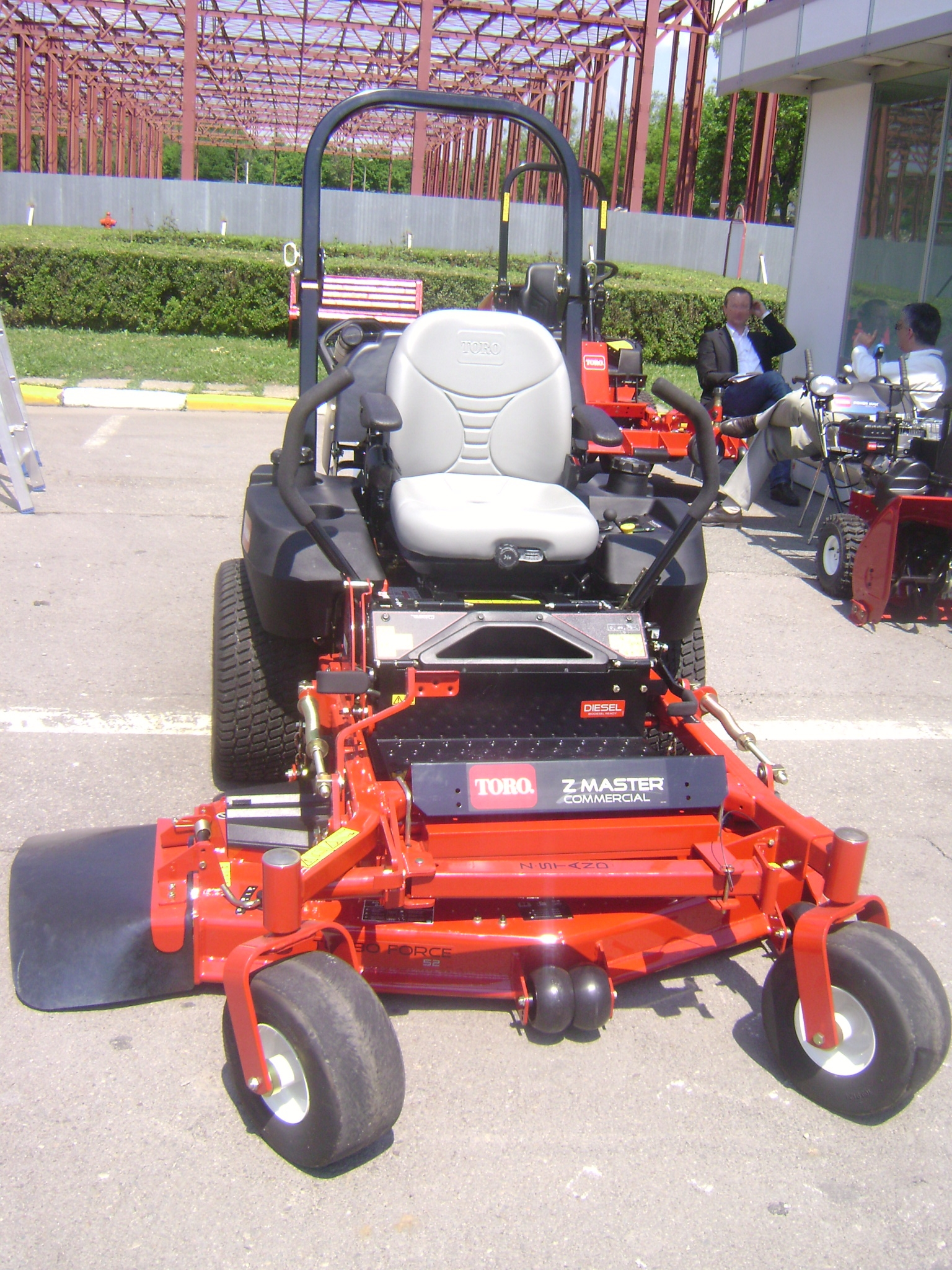
O motocositoare comercială cu turație zero

O mașină de tuns iarba (cunoscută și sub denumirea de mașină de tăiat iarba sau pur și simplu de motocoasă/motocositoare) este un dispozitiv care utilizează una sau mai multe lame rotative (sau o rolă) pentru a tăia o suprafață cu iarbă la o înălțime uniformă. Înălțimea ierbii tăiate poate fi fixată prin proiectarea mașinii de tuns iarba, dar în general este reglabilă de către operator, de obicei printr-o singură pârghie principală sau printr-un mecanism pe fiecare dintre roțile mașinii. Lamele pot fi acționate prin forță manuală, cu roți conectate mecanic la lamele de tăiere, astfel încât lamele să se învârtă atunci când mașina de tuns iarba este împinsă înainte, sau mașina poate avea un motor electric alimentat de la baterie sau de la priză. Cea mai comună sursă de energie autonomă pentru mașinile de tuns iarba este un mic motor cu ardere internă în patru timpi (de obicei cu un cilindru⁠(d)). Mașinile de tuns iarba mai mici sunt adesea lipsite de orice formă de autopropulsie, necesitând forța umană pentru a se deplasa pe o suprafață; mașinile de tuns iarba „walk-behind” sunt autopropulsate, necesitând un om doar pentru a merge în spatele lor și a le ghida. Mașinile de tuns iarba mai mari sunt, de obicei, fie autopropulsate de tipul „walk-behind”, fie, mai des, sunt mașini de tuns iarba „ride-on” pe care operatorul poate sta și le poate controla. O mașină de tuns iarba robotizată⁠(d) („robot de tuns iarba”, „mowbot” etc.) este concepută pentru a funcționa fie complet singură, fie, mai rar, cu ajutorul unui operator prin intermediul unei telecomenzi.
La mașinile de tuns iarba sunt utilizate două tipuri principale de lame. Mașinile de tuns iarba care utilizează o singură lamă care se rotește în jurul unei singure axe verticale sunt cunoscute sub denumirea de mașini de tuns iarba rotative, în timp ce cele care utilizează o bară de tăiere și un ansamblu de lame multiple care se rotesc în jurul unei singure axe orizontale sunt cunoscute sub denumirea de mașini de tuns iarba cilindrice sau cu tambur (deși, în unele versiuni, bara de tăiere este singura lamă, iar ansamblul rotativ constă din piese metalice plate care forțează firele de iarbă împotriva barei de tăiere ascuțite).
Există mai multe tipuri de mașini de tuns iarba, fiecare potrivită pentru o anumită scară și scop. Cele mai mici tipuri, motocoasele cu împingere fără motor, sunt potrivite pentru peluzele și grădinile rezidențiale mici. Mașinile de tuns cu împingere cu motor electric sau cu piston sunt utilizate pentru peluzele rezidențiale mai mari (deși există o anumită suprapunere). Mașinile de tuns iarba cu conducător⁠(d), care uneori seamănă cu tractoare mici, sunt mai mari decât mașinile de tuns iarba cu împingere și sunt potrivite pentru peluzele mari. Cu toate acestea, mașinile comerciale de tuns iarba cu plimbare (cum ar fi mașinile de tuns iarba cu turație zero⁠(d)) pot fi de tip „stand-on” și adesea nu seamănă deloc cu tractoarele de gazon rezidențiale, fiind concepute pentru a tunde suprafețe mari la viteză mare în cel mai scurt timp posibil. Cele mai mari mașini de tuns iarba multifuncționale (cu mai multe lame) sunt montate pe tractoare și sunt concepute pentru suprafețe mari de iarbă, cum ar fi terenurile de golf și parcurile municipale, deși sunt nepotrivite pentru terenuri complexe.

## Istoric

### Invenție
Mașina de tuns iarba a fost inventată în 1830 de Edwin Beard Budding din Stroud, Gloucestershire, Anglia. Cositoarea lui Budding a fost proiectată în primul rând pentru a tăia iarba de pe terenurile de sport și din grădinile extinse, ca o alternativă superioară la coasă, și a primit un brevet britanic pe 31 august 1830.

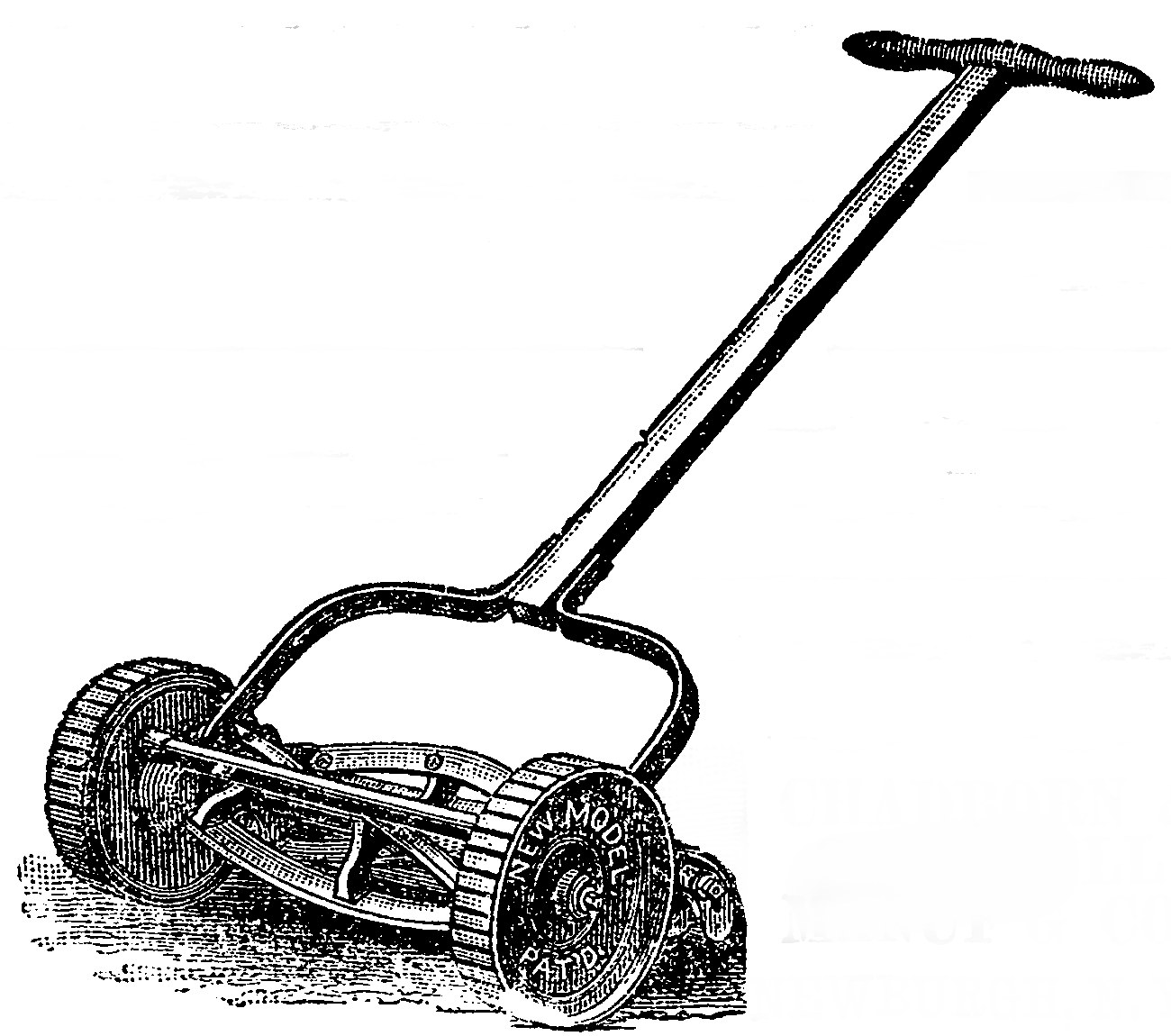
O cositoare cilindrică (cu tambur) timpurie, care prezintă o lamă de tăiere fixă în fața rolei din spate și lamele rotative acționate de roți

Prima mașină a lui Budding avea 480 mm lățime și un cadru din fier forjat. Cositoarea era împinsă din spate. Roți dințate din fontă transmiteau puterea de la rola din spate la cilindrul de tăiere, permițând rolei din spate să acționeze cuțitele de pe cilindrul de tăiere; raportul era de 16:1. O altă rolă plasată între cilindrul de tăiere și rola principală sau de teren putea fi ridicată sau coborâtă pentru a modifica înălțimea de tăiere. Rămășițele de iarbă erau aruncate înainte într-o cutie de tip tavă. Cu toate acestea, curând s-a realizat că era nevoie de un mâner suplimentar în față pentru a ajuta la tractarea mașinii. În general, aceste mașini erau remarcabil de asemănătoare cu mașinile de tuns iarba moderne.
Două dintre primele mașini Budding vândute au mers la Regent's Park Zoological Gardens din Londra și la colegiile din Oxford. Într-un acord încheiat între John Ferrabee și Edwin Budding la data de 18 mai 1830, Ferrabee a plătit costurile de mărire a lamelor mici, a obținut scrisori de brevet și a dobândit drepturile de a fabrica, vinde și acorda licențe altor producători pentru producția de mașini de tuns iarba. Fără brevet, Budding și Ferrabee au fost suficient de vicleni încât să permită altor companii să construiască copii ale mașinii lor de tuns iarba sub licență, cea mai de succes dintre acestea fiind Ransomes din Ipswich, care a început să producă mașini de tuns iarba încă din 1832.
Mașina sa a fost catalizatorul pregătirii ovalurilor sportive în stil modern, teren de sport, teren de iarbă etc. Acest lucru a dus la codificarea regulilor moderne pentru multe sporturi, inclusiv pentru fotbal, bowling de gazon, tenis și altele.

### Îmbunătățiri ulterioare

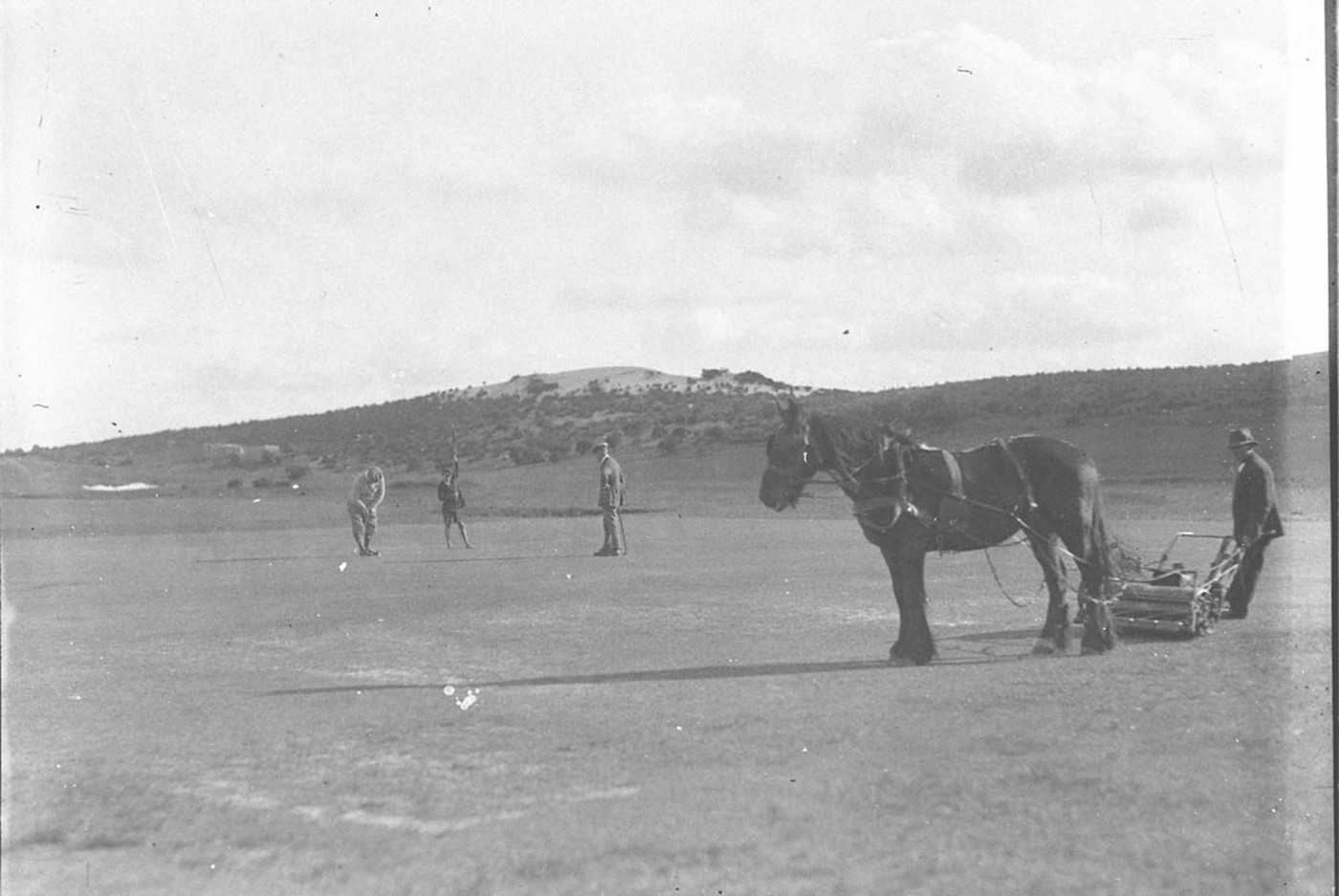
O mașină de tuns iarba trasă de cai pe un teren de golf australian în anii 1930

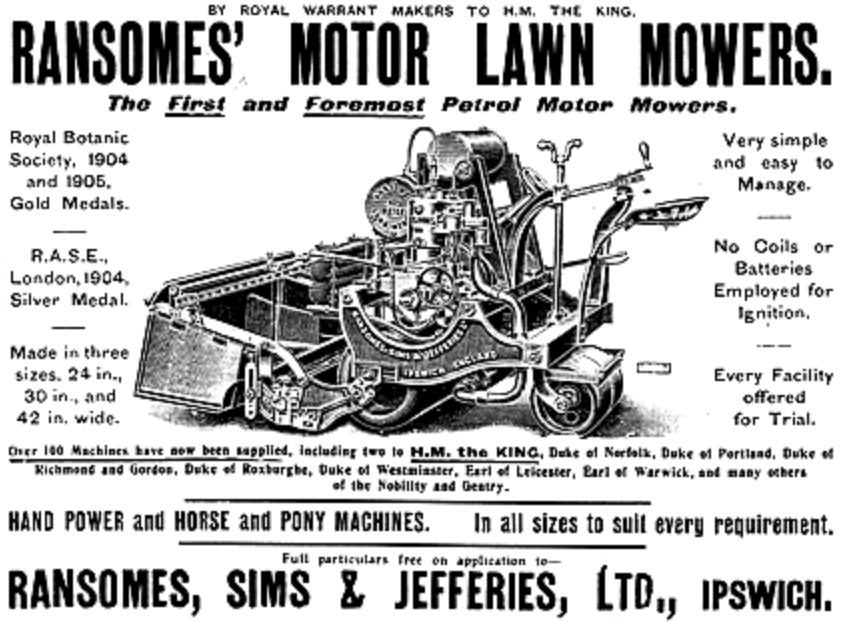
Prima mașină de tuns iarba alimentată cu benzină, 1902

A fost nevoie de încă zece ani și de alte inovații pentru a crea o mașină care să poată fi trasă de animale și de șaizeci de ani până când a fost construită o mașină de tuns iarba alimentată cu abur. În anii 1850, Thomas Green & Son din Leeds a introdus o mașină de tuns iarba numită Silens Messor (însemnând tăietor silențios), care folosea un lanț de transmisie pentru a transmite puterea de la rola din spate la cilindrul de tăiere. Aceste mașini erau mai ușoare și mai silențioase decât mașinile cu transmisie prin angrenaje care le precedaseră, deși erau ușor mai scumpe. Creșterea popularității sporturilor de gazon a contribuit la răspândirea invenției. Mașinile de tuns iarba au devenit o alternativă mai eficientă coasei și la animalele domesticite de pășune.
Fabricarea mașinilor de tuns iarba a luat avânt în anii 1860. Până în 1862, compania lui Ferrabee producea opt modele în diferite dimensiuni de role. A fabricat peste 5000 de mașini până când producția a încetat în 1863. Primele cutii de iarbă erau tăvi plate, dar au căpătat forma lor actuală în anii 1860. James Sumner din Lancashire a brevetat prima mașină de tuns iarba alimentată cu aburi în 1893. Mașina sa ardea benzină și/sau parafină (kerosen) drept combustibil. Erau mașini grele care necesitau câteva ore pentru a se încălzi până la presiunea de funcționare. După numeroase progrese, aceste mașini au fost vândute de Stott Fertilizer and Insecticide Company din Manchester și Sumner. Compania controlată de ambii se numea Leyland Steam Motor Company.
În jurul anului 1900, una dintre cele mai cunoscute mașini engleze a fost automatul Ransomes' Automaton, disponibil în modele acționate de lanț sau de angrenaj. După începutul secolului al XX-lea, numeroși producători au intrat în domeniu cu motocositoare cu motor pe benzină. În 1902, primul a fost produs de Ransomes. JP Engineering din Leicester, fondată după Primul Război Mondial, a produs o gamă de motocositoare cu lanț foarte populare. Aproximativ în această perioadă, un operator putea merge în spatele animalelor care trăgeau mașinile mari. Acestea au fost primele motocositoare.
Primul brevet din Statele Unite pentru o mașină de tuns iarba cu tambur a fost acordat lui Amariah Hills la 12 ianuarie 1868. În 1870, Elwood McGuire din Richmond, Indiana, a proiectat o mașină de tuns iarba împinsă de om, care era foarte ușoară și a fost un succes comercial. În 1899, John Burr a brevetat o mașină de tuns iarba cu lamă rotativă îmbunătățită, cu amplasarea roților modificată pentru o performanță mai bună. Amariah Hills a continuat să fondeze Archimedean Lawn Mower Co. în 1871.

## Atco Ltd și prima motocositoare

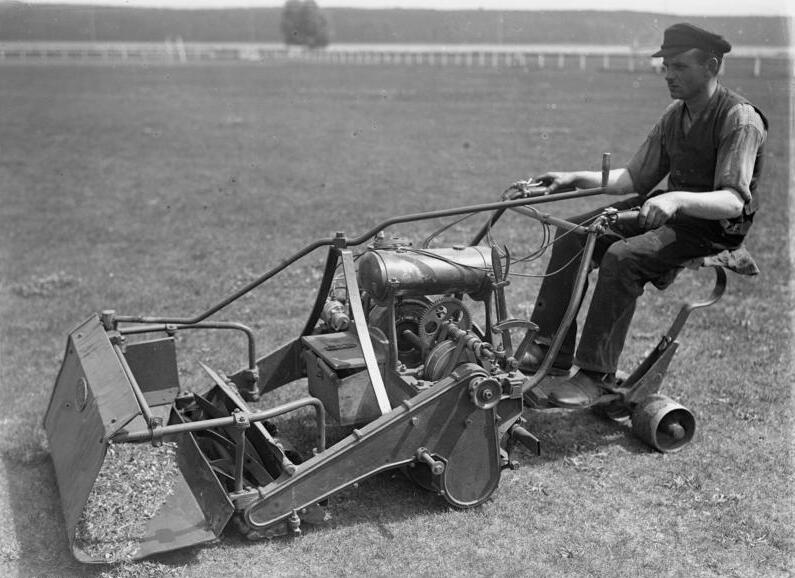
Mașină de tuns iarba comercială utilizată în aprilie 1930 în Berlin

În anii 1920, una dintre cele mai de succes companii care a apărut în această perioadă a fost Atco, la acea vreme un nume de marcă al Charles H Pugh Ltd. Motocoasa Atco „Standard”, lansată în 1921, a fost un succes imediat. În 1921, au fost fabricate doar 900 de mașini cu tăiere de 22 de inci, fiecare costând 75 de lire sterline. În cinci ani, producția anuală a accelerat la zeci de mii. Prețurile au fost reduse și a fost disponibilă o gamă largă de dimensiuni, făcând din Standard prima motocositoare cu motor produsă cu adevărat în masă.

### Cositoare rotative
Cositoarele rotative nu au fost dezvoltate până când motoarele nu au fost suficient de mici și de puternice pentru a acționa lamele la o viteză suficientă. Mulți oameni au experimentat cositori cu lame rotative la sfârșitul anilor 1920 și începutul anilor 1930, iar Power Specialties Ltd. a introdus o cositoare rotativă alimentată cu benzină. Kut Kwick a înlocuit lama de ferăstrău a „Pulp Saw” cu o lamă cu două tăișuri și o platformă de tăiere, transformând „Pulp Saw” în prima mașină de tuns iarba rotativă exterioară.
O companie care a produs cositoare rotative în scopuri comerciale a fost compania australiană Victa, începând din 1952. Mașinile sale de tuns iarba erau mai ușoare și mai ușor de utilizat decât cele similare care veniseră înainte. Primele mașini de tuns iarba Victa au fost fabricate la Mortlake, o suburbie din Sydney, de către Mervyn Victor Richardson, un rezident local. Acesta a realizat primul său model din resturi din garajul său. Au fost apoi fabricate primele mașini de tuns iarba Victa, care au fost puse în vânzare pe 20 septembrie 1952. Noua societate, Victa Mowers Pty Ltd, a fost înființată la 13 februarie 1953.
Întreprinderea a avut un succes atât de mare încât, în 1958, compania s-a mutat în spații mult mai mari în Parramatta Road, Concord, și apoi în Milperra, moment în care motocoasa încorpora un motor, proiectat și fabricat de Victa, care era special conceput pentru cosit, în loc să utilizeze un motor de uz general cumpărat de la furnizori externi. Două cositoare Victa, din 1958 și, respectiv, 1968, se află în colecția Muzeului Național al Australiei. Cositoarea Victa este considerată un fel de simbol australian, apărând în masă, în formă simulată, la deschiderea Jocurilor Olimpice de la Sydney din 2000.
Motocoasa plutitoare (hover), introdusă pentru prima dată de Flymo este o formă de motocoasă rotativă care utilizează o pernă de aer pe principiul pernopterului.

## Tipuri

### După rotație

#### Mașini de tuns iarbacu cilindru sau cu tambur

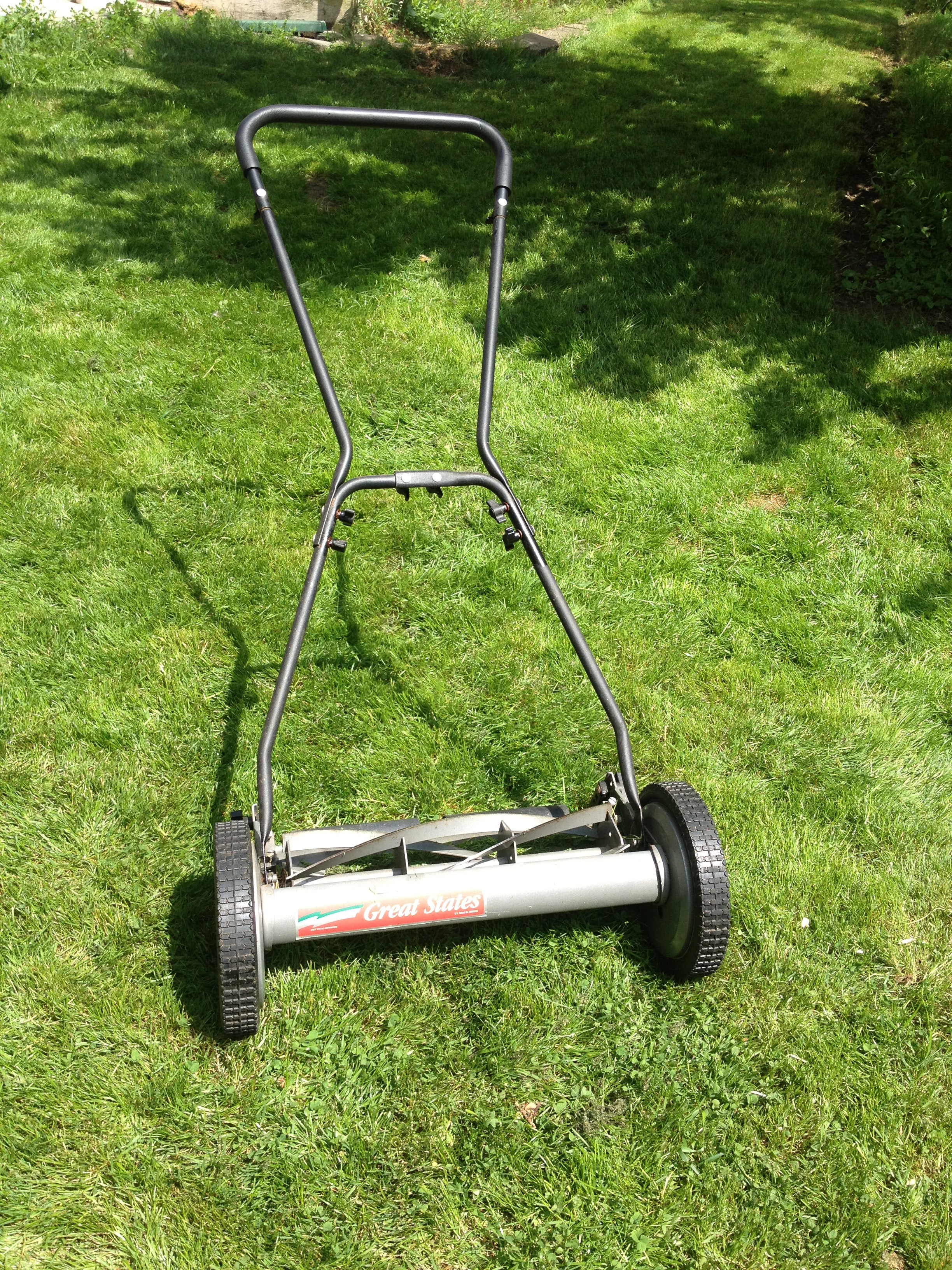
O motocositoare cu lamă multiplă nemotorizată cu rolă

O cositoare cilindrică sau cu tambur poartă o lamă de tăiere fixă, orizontală, la înălțimea de tăiere dorită. Deasupra acesteia se află o rolă de lame care se rotește rapid și care forțează iarba să treacă pe lângă bara de tăiere. Fiecare lamă din cilindrul de lame formează o spirală în jurul axei tamburului, iar setul de lame învârtite descrie un cilindru.
Dintre toate mașinile de tuns iarbă, o mașină de tuns iarbă cu cilindru reglată corespunzător face cea mai curată tăiere a ierbii, și acest lucru permite ierbii să se vindece mai repede. Tăierea cu o mașină de tuns cu cilindru bine reglată este dreaptă și precisă, ca și cum iarba ar fi tăiată cu o foarfecă. Această tăiere clară favorizează o creștere mai sănătoasă, mai groasă și mai rezistentă a gazonului, care este mai rezistent la boli, buruieni și paraziți. Este mai puțin probabil ca gazonul tăiat cu o mașină de tuns cu cilindru să producă decolorări galbene, albe sau maro ca urmare a tocării frunzelor. Deși acțiunea de tăiere este adesea asemănată cu cea a foarfecelor, nu este nici necesar și nici de dorit ca lamele cilindrului care se rotește să intre în contact cu bara de tăiere orizontală. Atunci când rola atinge bara de tăiere, munca necesară mașinii de tuns iarba crește dramatic. Atunci când spațiul dintre lamele este mai mic decât grosimea firelor de iarbă, se poate realiza o tăiere curată fără frecare suplimentară. Atunci când spațiul este mai mare decât grosimea lamelelor de iarbă, iarba va aluneca prin spațiul rămas netăiat. De asemenea, cositoarele cu tambur întâmpină mai multe dificultăți la cosirea pe teren accidentat.
Există multe variante ale motocoasei cu cilindru. Mașinile de tuns iarba cu împingere nu au motor și sunt utilizate de obicei pe suprafețe de gazon mai mici, unde accesul este o problemă, unde poluarea fonică este nedorită și unde poluarea aerului este nedorită. Pe măsură ce mașina de tuns iarba este împinsă, roțile antrenează angrenaje care învârt rapid rola. Lățimile tipice de tăiere sunt 250 la 410 mm. Progresele în materie de materiale și inginerie au făcut ca aceste motocoase să fie foarte ușoare și ușor de utilizat și de manevrat în comparație cu predecesoarele lor, oferind în același timp toate avantajele de tăiere ale motocoaselor profesionale cu cilindru. Avantajele lor deosebite pentru mediu, atât în ceea ce privește zgomotul, cât și poluarea aerului, sunt, de asemenea, puncte forte de vânzare, ceea ce nu a scăpat multor grădini zoologice internaționale, sanctuare de animale și grupuri hoteliere exclusiviste.
Mecanismul de bază al motocoasei cu împingere este, de asemenea, utilizat în grupuri remorcate în spatele unui tractor. Cositoarele individuale sunt dispuse în „V” în spatele tractorului, calea de rulare a fiecărei cositoare suprapunându-se ușor peste cea a cositoarei din fața sa. Mașinile de tuns iarbă în bandă sunt utilizate pe suprafețe mari de gazon, cum ar fi terenurile de sport sau parcurile.
La o motocositoare cu cilindru se poate adăuga un motor pe benzină sau un motor electric pentru a acționa cilindrul, roțile, rola sau orice combinație a acestora. Un aranjament tipic al mașinilor cu motor electric pentru peluze rezidențiale este ca motorul să acționeze cilindrul în timp ce operatorul împinge mașina de tuns iarba. Modelele electrice pot fi cu cablu sau fără cablu. La mașinile pe benzină, motorul antrenează atât cilindrul, cât și rola din spate. Unele variante au doar trei lame într-o rolă care se învârte cu viteză mare, iar aceste modele sunt capabile să taie iarba care a crescut prea mult pentru mașinile obișnuite de tuns iarba cu împingere. Un tip de mașină de tuns iarba cu rolă, în prezent în mare parte învechită, era o versiune motorizată a mașinii tradiționale de tuns iarba cu împingere cu roți laterale, care era utilizată pe peluzele rezidențiale. Un motor cu combustie internă era amplasat deasupra carcasei rolei și acționa roțile, de obicei prin intermediul unei curele. La rândul lor, roțile acționau tamburul, ca în cazul mașinii de tuns iarba cu împingere.

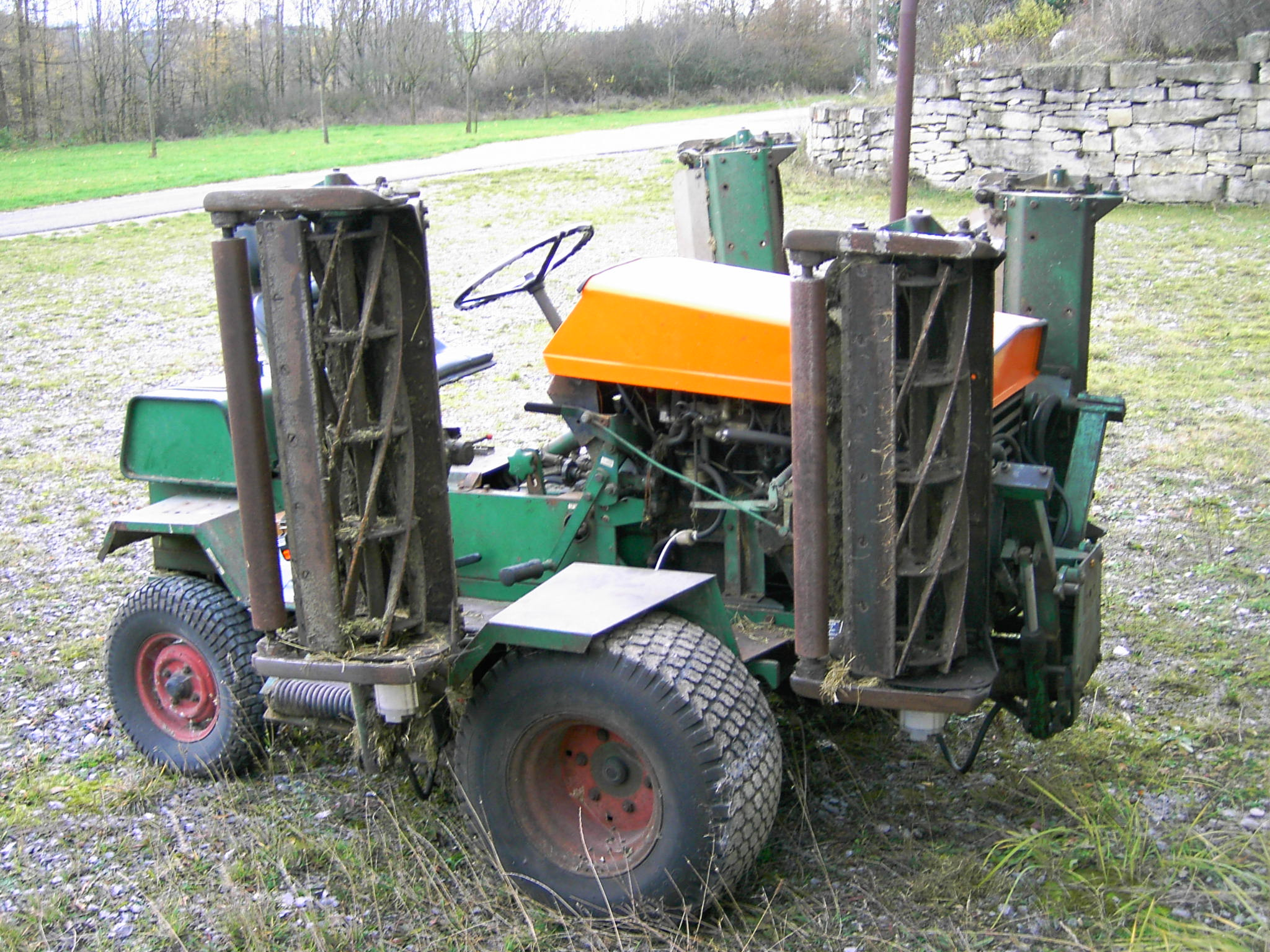
Tăietoare de iarbă profesională cu 4 bobine rabatabile, care arată clar cilindrii de lame elicoidale și cuțitele

Mașinile de tuns terenuri de golf sunt utilizate pentru tăierea precisă a terenurilor de golf și au un cilindru format din cel puțin opt, dar în mod normal din zece lame. Mașina are o rolă înainte și după cilindrul de tăiere care netezește gazonul proaspăt tăiat și minimizează urmele de roți. Datorită greutății, motorul propulsează, de asemenea, mașina de tuns iarba. Variante mult mai mici și mai ușoare ale mașinii de tuns cu role sunt uneori utilizate pentru mici suprafețe de gazon ornamental în jurul straturilor de flori, iar acestea nu au motor.
De asemenea, se produc mașini de tuns iarbă cu tambur. De obicei, rolele de tăiere se află înaintea roților principale ale vehiculului, astfel încât iarba să poată fi tăiată înainte ca roțile să împingă iarba pe sol. Rolele sunt adesea acționate hidraulic.
Principalele părți ale unei mașini de tuns cu cilindru sau cu tambur sunt:
- Bobină/cilindru cu lamă: Constă din numeroase lame elicoidale (3 până la 7) care sunt atașate la un arbore rotativ. Lamele se rotesc, creând o mișcare de tăiere de tip foarfecă împotriva cuțitului.
- Cuțitul (bedknife): Mecanismul de tăiere staționar al unei mașini de tuns cu cilindru/rulou. Este o lamă orizontală fixă care este montată pe cadrul cositoarei.
- Rama caroseriei: Rama structurală principală a mașinii de tuns iarba pe care sunt montate celelalte părți ale mașinii de tuns iarba.
- Roți: Ajută la propulsia mașinii de tuns iarba în acțiune. În general, motocoasele cu tambur au două roți.
- Mâner de împingere: „Sursa de energie” a unei motocoase cu tambur cu acționare manuală. Acesta este un mâner robust în formă de T, dreptunghiular sau trapezoidal care este conectat la cadru, roți și camera lamei.
- Motor: Sursa de energie a unei motocoase cu tambur care este alimentată cu benzină sau electricitate.

#### Cositoare rotative

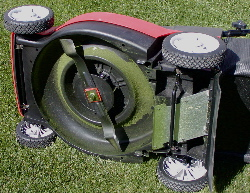
O mașină de tuns iarba rotativă (văzută de dedesubt), cu o lamă mulcică care se rotește în jurul centrului

O motocositoare rotativă se rotește în jurul unei axe verticale, lama învârtindu-se la viteză mare, bazându-se pe impact pentru a tăia iarba. Acest lucru tinde să ducă la o tăiere mai aspră, care lovește și sfâșie frunza de iarbă, ducând la decolorarea capetelor frunzelor pe măsură ce partea sfărâmată moare. Acest lucru se întâmplă în special în cazul în care lamele se înfundă sau se tocesc. Cele mai multe mașini de tuns iarba rotative trebuie să fie reglate puțin mai sus decât cele cu cilindru pentru a evita scalparea și tăierea peluzei ușor inegale, deși unele mașini rotative moderne sunt echipate cu o rolă din spate pentru a asigura o tăiere în dungi mai formală. De asemenea, aceste mașini tind să taie mai jos (13 mm) decât o mașină rotativă standard cu patru roți.
Principalele părți ale unei motocoase rotative sunt:
- Carcasa platformei de tăiere: adăpostește lama și sistemul de acționare al motocositoarei. Are o formă care permite ejectarea eficientă a resturilor de iarbă din mașina de tuns iarbă.
- Montarea lamei și sistemul de acționare: Lama unei mașini de tuns iarba rotative este de obicei montată direct pe arborele cotit al motorului, dar poate fi propulsată de un motor hidraulic sau de un sistem de curele cu scripete.
- Lamă de cositor: O lamă care se rotește într-un plan orizontal (în jurul unei axe verticale). Unele mașini de tuns iarba au mai multe lame. Lama are marginile ușor curbate în sus pentru a genera un flux continuu de aer în timp ce lama se rotește (ca un ventilator), creând astfel o acțiune de aspirare și rupere.
- Motor: Poate fi propulsat de benzină sau electricitate.
- Roți: În general, patru roți, două în față și două în spate. Unele motocositoare au o rolă în locul roților din spate.

### După sursa de energie

#### Benzină (benzină)
Tunderea extensivă a ierbii nu era obișnuită înainte de aplicarea pe scară largă a motorului monocilindric cu arbore vertical pe benzină/petrol. În Statele Unite, această dezvoltare a fost paralelă cu pătrunderea pe piață a unor companii precum Briggs & Stratton din Wisconsin.
Majoritatea motocositoarelor cu împingere rotativă sunt propulsate de motoare cu ardere internă. Aceste motoare sunt, de obicei, motoare în patru timpi, utilizate pentru cuplul lor mai mare și combustia mai curată (deși o serie de modele mai vechi foloseau motoare în doi timpi), funcționând cu benzină (petrol) sau alt combustibil lichid. Motoarele cu ardere internă utilizate la mașinile de tuns iarba au în mod normal un singur cilindru. Puterea variază în general de la patru la șapte cai putere. Motoarele au, de obicei, un carburator și necesită o manivelă manuală pentru a porni, deși un demaror electric este oferit pe unele modele, în special pe mașinile de tuns iarba mari și comerciale. Unele mașini de tuns iarba au un comandă de accelerație pe ghidon, cu ajutorul căruia operatorul poate regla turația motorului. Alte mașini de tuns iarba au o turație fixă, prestabilită a motorului. Toate sunt echipate cu un regulator (adesea de tip centrifugal/mecanic sau cu palete de aer) pentru a deschide accelerația după cum este necesar pentru a menține turația preselectată atunci când este întâlnită forța necesară pentru a tăia iarba mai groasă sau mai înaltă. Mașinile de tuns iarba pe benzină au avantajele unei puteri mai mari și ale unei autonomii mai mari decât cele electrice. Ele creează o cantitate semnificativă de poluare datorită arderii în motor, și motoarele lor necesită întreținere periodică, cum ar fi curățarea sau înlocuirea bujiei și a filtrului de aer și schimbarea uleiului de motor. California a adoptat Assembly Bill 1356, o lege privind controlul poluării aerului pe 9 octombrie 2021. Proiectul de lege din California a interzis vânzările de motoare cu combustie internă cu aprindere prin scânteie (alimentate cu benzină) mai mici de 25 CP utilizate pentru mașini agricole sau de construcții începând cu 1 ianuarie 2024. Proiectul de lege din California nu interzice mașinile pentru îngrijirea gazonului mai mari de 25 CP sau cele cu motoare cu aprindere prin compresie (diesel).

#### Electricitate
Mașinile de tuns iarba electrice sunt în continuare subdivizate în modele electrice cu cablu și fără cablu. Ambele sunt relativ silențioase, producând de obicei mai puțin de 75 de decibeli, în timp ce o mașină de tuns iarba pe benzină poate produce 95 de decibeli sau mai mult.
Mașinile de tuns iarba electrice cu cablu sunt limitate în rază de acțiune de cablul lor de alimentare, care poate limita utilizarea lor cu peluze care se extind mai mult de 30-45 m de la cea mai apropiată priză de curent disponibilă. Aceste mașini prezintă riscul suplimentar de a trece accidental peste cablul de alimentare, ceea ce oprește mașina de tuns iar utilizatorii pot fi expuși riscului de a primi un șoc electric periculos. Instalarea unui dispozitiv de curent rezidual (GFCI) pe priză poate reduce riscul de șoc.

Cositoarele electrice fără fir sunt alimentate de un număr variabil (de obicei 1-4) de baterii reîncărcabile de 12 până la 80 de volți. De obicei, mai multe baterii înseamnă mai mult timp de funcționare și/sau putere (și mai multă greutate). Bateriile pot fi în interiorul mașinii de tuns iarba sau în exterior. Dacă sunt în exterior, bateriile epuizate pot fi schimbate rapid cu baterii reîncărcate. Mașinile de tuns iarba fără fir au manevrabilitatea unei mașini de tuns iarba pe benzină și respectarea mediului de către o mașină de tuns iarba electrică cu cablu, dar sunt mai scumpe și sunt disponibile în mai puține modele (în special cele cu autopropulsie) decât oricare dintre acestea. Eventuala eliminare a bateriilor uzate este problematică (deși unii producători se oferă să le recicleze), iar motoarele din unele mașini de tuns iarba fără fir tind să fie mai puțin puternice decât motoarele pe benzină de aceeași greutate totală (inclusiv bateriile).

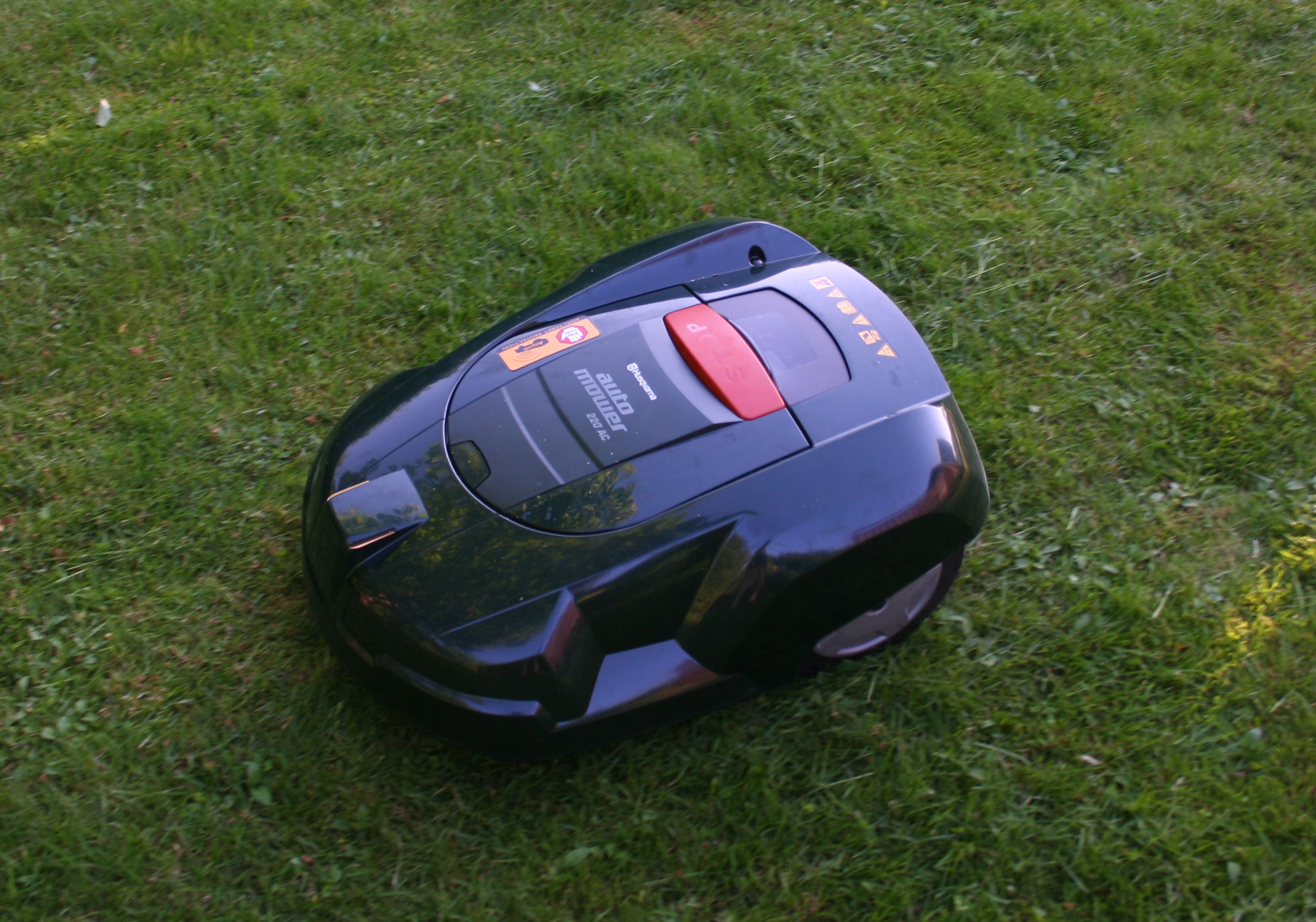
Mașină robotizată de tuns iarba
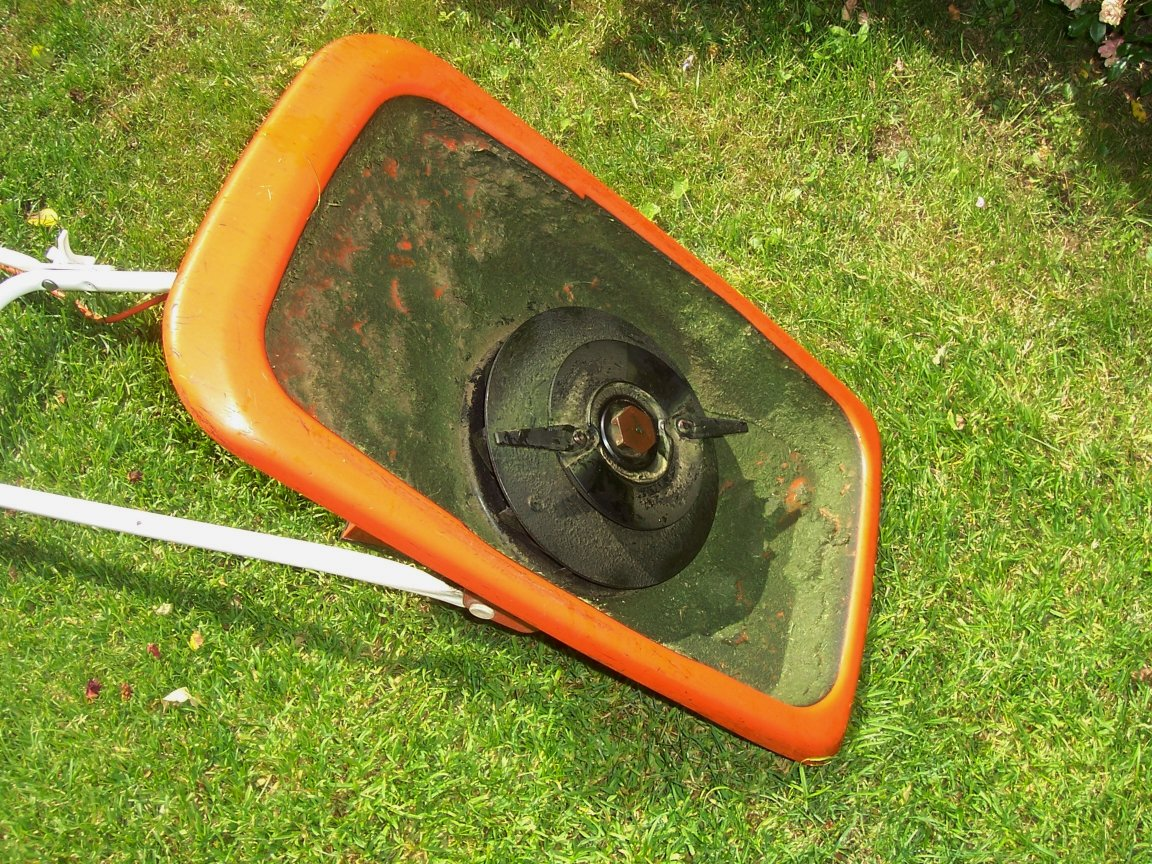
Cositoare plutitoare (vedere dedesubt)
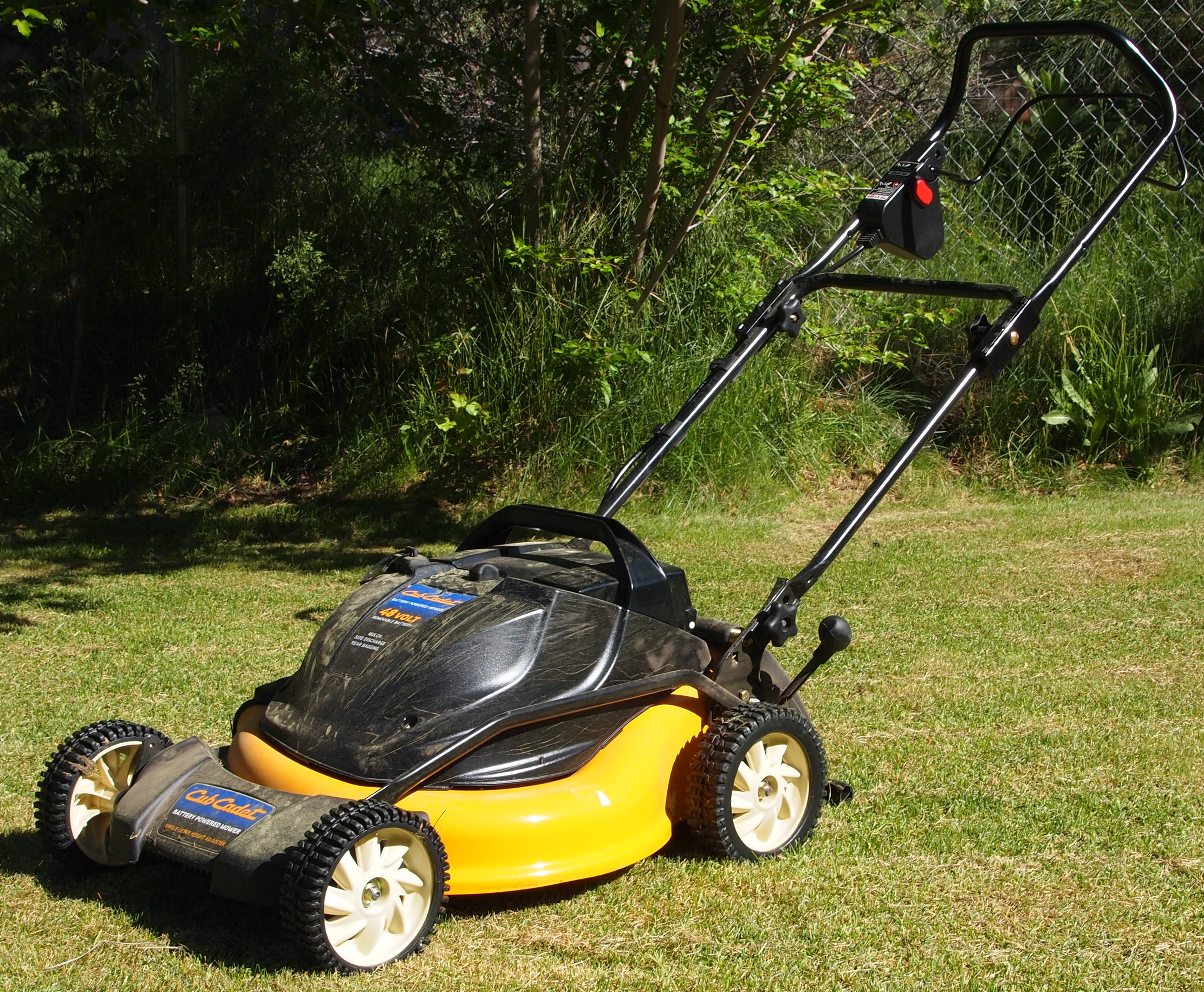
Tăietor de gazon rotativ fără fir și reîncărcabil, în modul mulci, baterie detașabilă situată deasupra roților din spate
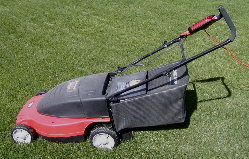
Tăietor de iarbă rotativ cu cablu, cu colector de iarbă în spate (observați cablul roșu atașat la mâner)
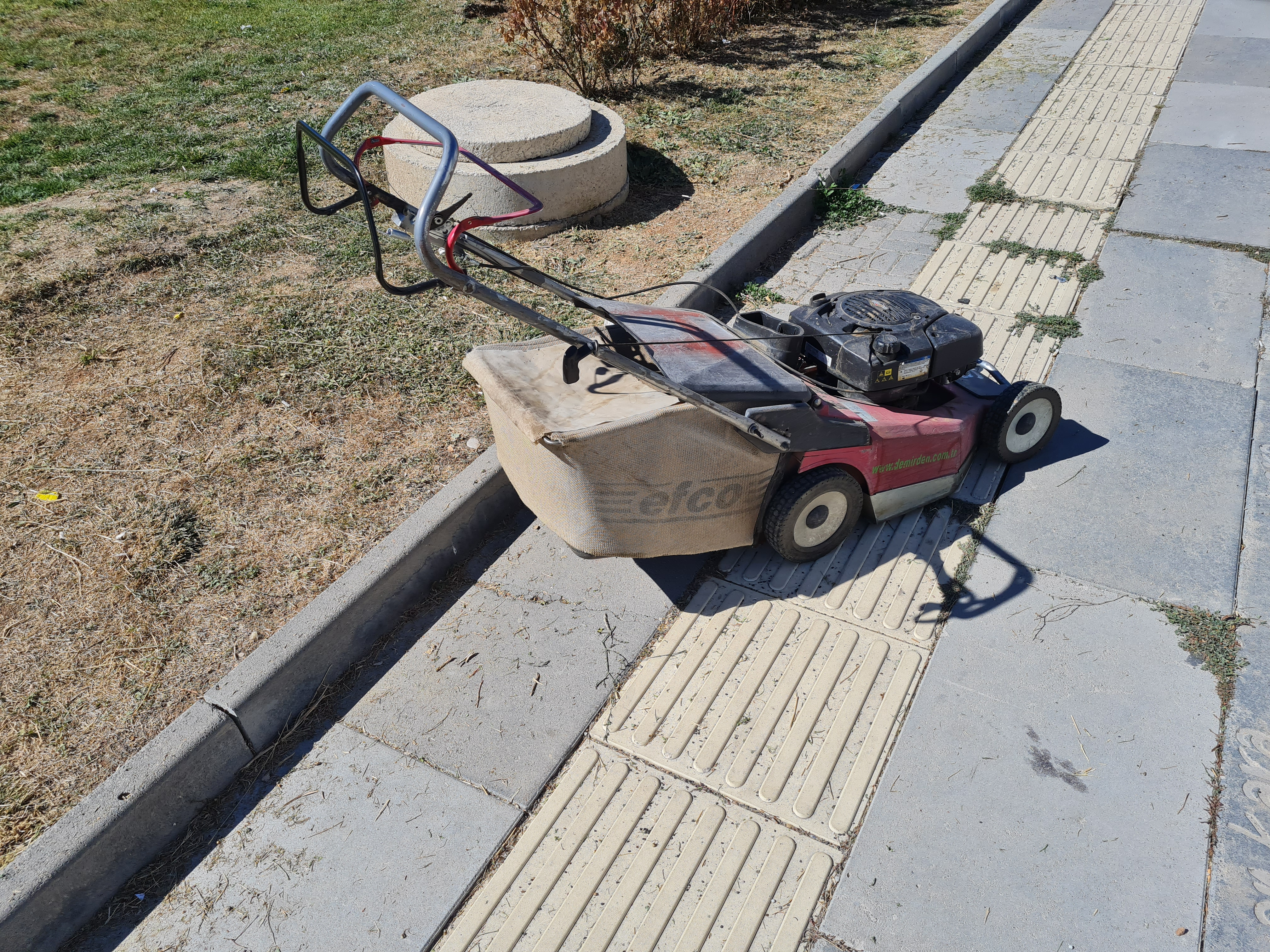
Tăietor de iarbă rotativ pe benzină

#### Propan
Mașinile de tuns iarba alimentate cu propan au fost de asemenea fabricate de Lehr.

#### De mână
La mașinile de tuns iarba acționate manual, tamburul este atașat roților mașinii de tuns iarba prin intermediul unor angrenaje, astfel încât, atunci când mașina de tuns iarba este împinsă înainte, tamburul se învârte de câteva ori mai repede decât roțile din plastic sau cauciuc. În funcție de amplasarea tamburului, aceste mașini de tuns iarba adesea nu pot tăia iarba foarte aproape de obstacolele de pe gazon.

### Alte tipuri notabile

#### Mașini de tuns iarbacu răsturnare
Mașinile de tuns iarba plutitoare sunt mașini de tuns iarba cu împingere rotativă care folosesc un rotor deasupra lamei care se rotește pentru a împinge aerul în jos, creând astfel o pernă de aer care ridică mașina de tuns iarba deasupra solului. Astfel, operatorul poate deplasa cu ușurință mașina de tuns iarba pe măsură ce aceasta plutește deasupra ierbii. Motocoasele plutitoare sunt neapărat ușoare pentru a realiza perna de aer și au de obicei corpuri din plastic cu un motor electric. Cu toate acestea, cel mai important dezavantaj este utilizarea greoaie pe teren accidentat sau pe marginile gazonului, deoarece perna de aer de ridicare este distrusă de spațiile mari dintre șasiu și sol. Motocositoarele plutitoare sunt construite pentru a funcționa pe pante abrupte, pe maluri de apă și în zone cu buruieni abundente, astfel încât sunt adesea utilizate de greenskeeperi de terenuri de golf și de peisagiști comerciali. Colectarea ierbii este adesea disponibilă, dar poate fi slabă la unele modele. Calitatea tăierii poate fi inferioară dacă iarba este împinsă departe de lamă de perna de aer.

#### Mașini de tuns iarbarobotizate

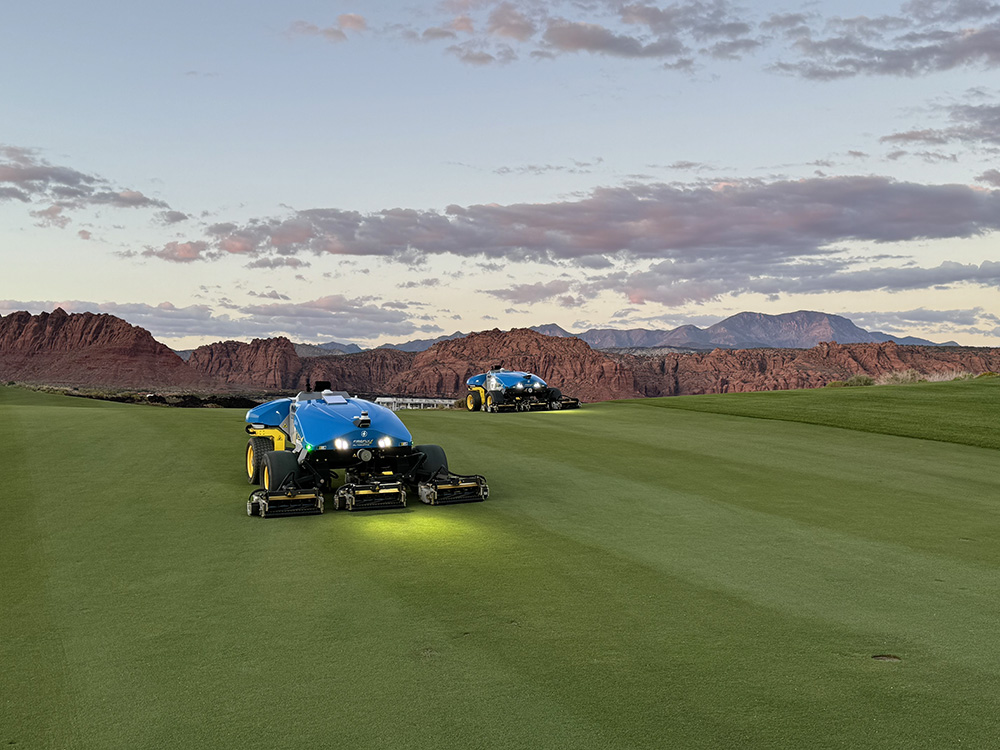
Mașinile de tuns cu tambur electric autonom FireFly AMP au întreținut fairway-urile pentru Campionatul Black Desert al PGA Tour din 9-13 octombrie 2024 în Ivins, Utah

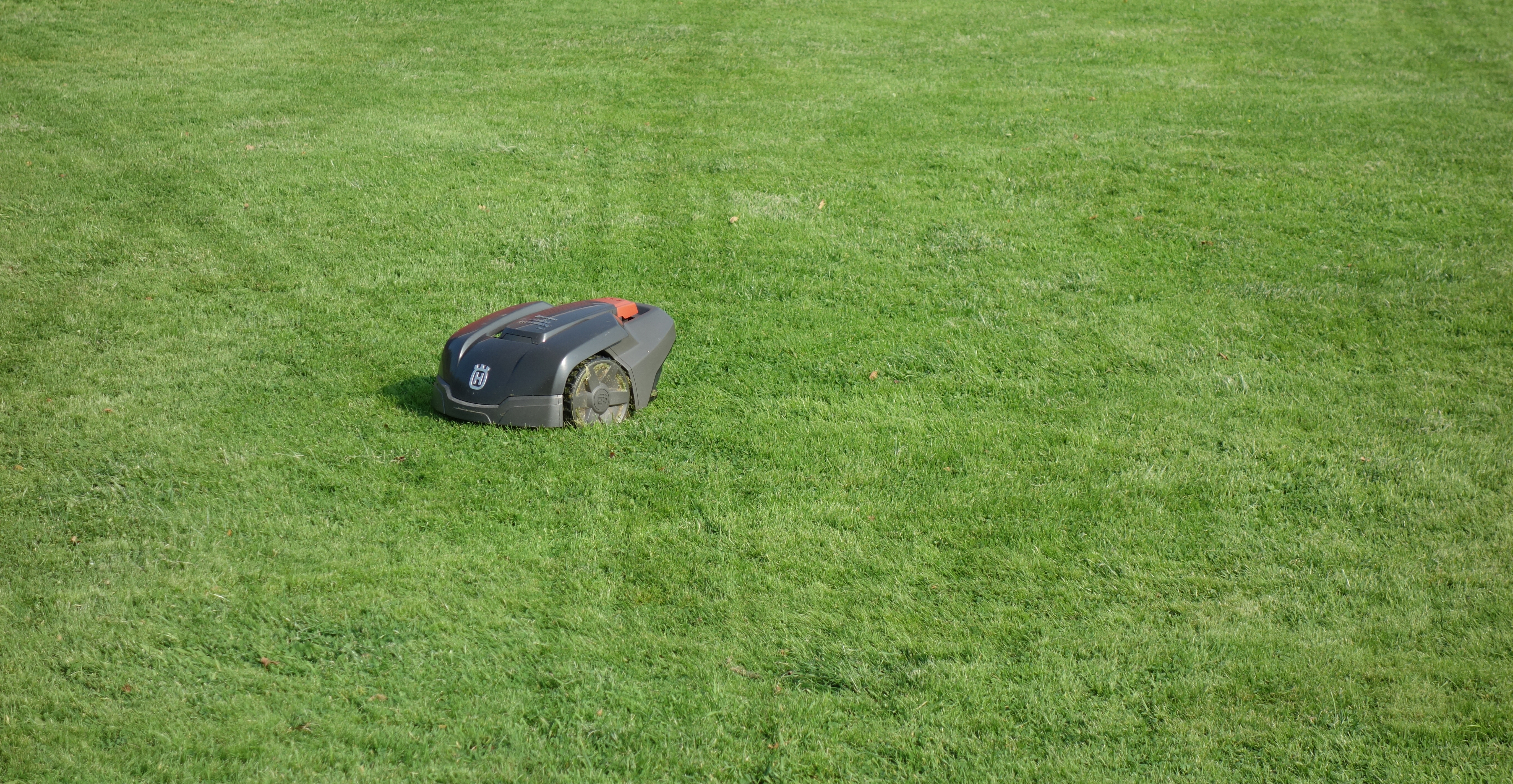
O mașină robotizată de tuns iarba cu urme vizibile pe gazon care indică modul aleatoriu în care taie iarba

O mașină robotizată de tuns iarba este un robot autonom utilizat pentru a tăia iarba de pe gazon. O mașină de tuns gazon robotizată tipică (în special modelele din generația anterioară) necesită ca utilizatorul să instaleze un fir de delimitare în jurul gazonului, care definește zona care trebuie tunsă. Robotul utilizează acest fir pentru a localiza limita zonei care trebuie tunsă și, în unele cazuri, pentru a localiza un punct de reîncărcare. Mașinile de tuns iarba robotizate sunt capabile să întrețină până la 100.000 m2 de iarbă.
Mașinile robotizate de tuns iarba sunt din ce în ce mai sofisticate, se pot andoca singure, iar unele conțin senzori de ploaie, dacă este necesar, eliminând aproape complet interacțiunea umană. Mașinile robotizate de tuns iarba reprezentau a doua cea mai mare categorie de roboți domestici utilizați până la sfârșitul anului 2005.
În 2012, creșterea vânzărilor de mașini de tuns iarba robotizate a fost de 15 ori mai mare decât cea a modelelor tradiționale.
Odată cu apariția telefoanelor inteligente, unele mașini de tuns iarba robotizate au integrat funcții în cadrul aplicațiilor personalizate pentru a regla setările sau orele și frecvența de tundere programate, precum și pentru a controla manual mașina de tuns iarba cu un joystick digital.

#### Mașini de tuns iarbatrase de tractor

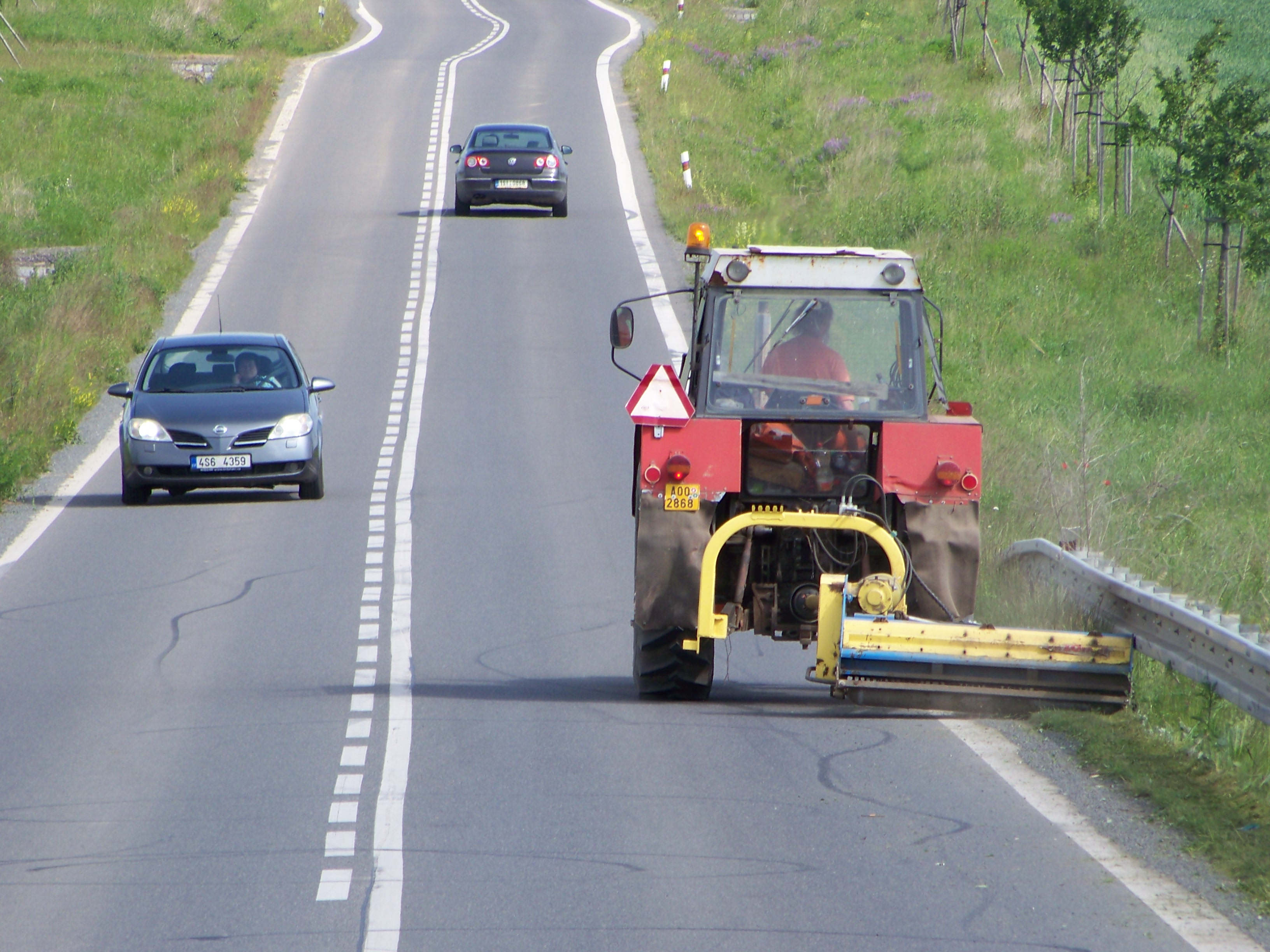
Cositoare trasă de tractor

Mașinile de tuns iarba tractate de tractor se prezintă de obicei sub forma unui accesoriu pentru un tractor. Atașamentele pot funcționa pur și simplu prin mișcarea tractorului, similar cu cositoarele manuale cu cilindru de împingere, dar uneori pot avea și lame mobile acționate. Acestea sunt de obicei montate fie pe partea laterală, fie pe partea din spate a tractorului.

#### Mașini de tuns iarbade gazon cu tracțiune proprie
Mașini de tuns iarba de tip „ride” (SUA și Canada) sau ride-on mowers (Regatul Unit și Canada) sunt o alternativă populară pentru peluzele mari. Operatorul este prevăzut cu un scaun și comenzi pe mașina de tuns iarba și stă literalmente pe mașină. Majoritatea utilizează sistemul cu lamă rotativă orizontală, deși, de obicei, cu mai multe lamele. O formă obișnuită de mașină de tuns iarba este tractorul de gazon. Acestea sunt de obicei proiectate pentru a semăna cu un mic tractor agricol, cu platforma de tăiere montată la mijlocul navei, între axele din față și spate.

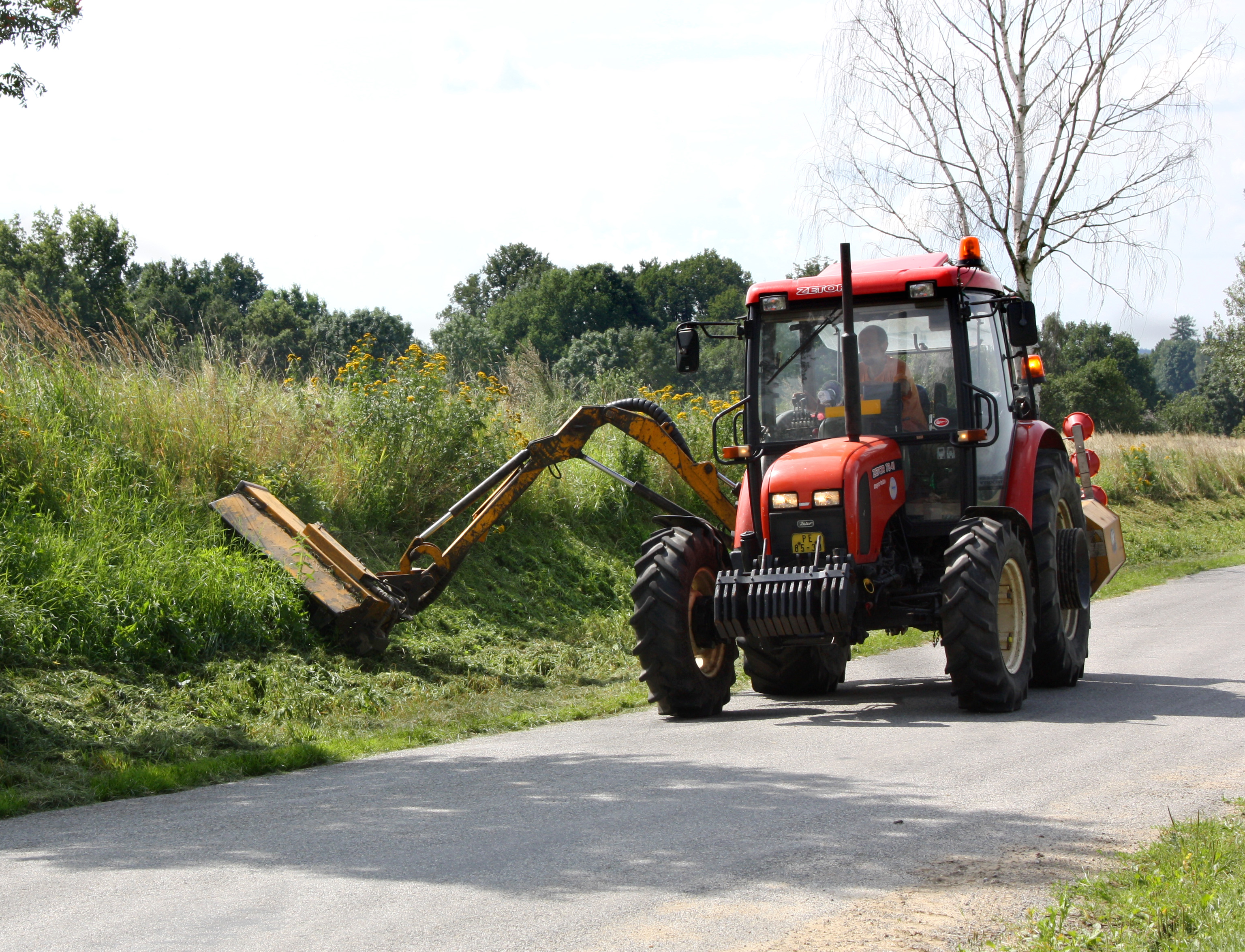
Tăietoare de iarbă trasă de tractor cu braț lung

Transmisiile pentru aceste motocositoare sunt din mai multe categorii. Cea mai comună transmisie pentru tractoare este o transmisie manuală. Al doilea cel mai comun tip de transmisie este o formă de transmisie continuu variabilă, numită transmisie hidrostatică. Aceste transmisii au mai multe forme, de la pompe care antrenează motoare separate, care pot încorpora o reducție, la unități complet integrate care conțin o pompă, un motor și o reducție. Transmisiile hidrostatice sunt mai scumpe decât transmisiile mecanice, dar sunt mai ușor de utilizat și pot transmite un cuplu mai mare la roți în comparație cu o transmisie mecanică tipică. Cel mai puțin comun tip de transmisie și cel mai scump este cel electric.
Au existat o serie de încercări de înlocuire a transmisiilor hidrostatice cu alternative mai puțin costisitoare, dar aceste încercări, care includ tipuri de curele variabile, de exemplu „Auto Drive” de la MTD, și toroidale, au diverse probleme de performanță sau de percepție care au făcut ca durata lor de viață pe piață să fie scurtă sau pătrunderea lor pe piață să fie limitată.
Mașinile de tuns iarba cu tracțiune pe roți pot adesea să monteze alte dispozitive, cum ar fi rotocultoare/rotavatoare, pluguri de zăpadă, suflante de zăpadă, aspiratoare de curte, uneori chiar și găleți frontale sau furci (în acest caz, acestea sunt cunoscute mai corect sub denumirea de „tractoare de gazon”, fiind concepute pentru o serie de sarcini). Capacitatea de a tracta alte dispozitive se datorează faptului că au mai multe viteze, adesea până la 5 sau 6 și viteze maxime variabile. Tractoare utilitare compacte echipate cu o mașină de tuns iarba cu burduf pot arăta similar cu mașinile de tuns iarba „ride”, dar sunt de obicei mai mari, echipate cu motoare diesel și dispun de cârlig în trei puncte și structură de protecție la răsturnare; aceste caracteristici sunt în general absente la mașinile de tuns iarba „ride”.
Platforma unei mașini de tuns iarba rotative este de obicei fabricată din oțel. Oțelul mai ușor este utilizat la modelele mai puțin scumpe, iar oțelul mai greu la modelele mai scumpe pentru durabilitate. Alte materiale ale platformei includ aluminiu, care nu ruginește și este un element de bază al mașinilor de tuns iarba mai scumpe, și plasticul compozit dur, care nu ruginește și este mai ușor și mai ieftin decât aluminiul. Mașinile de tuns iarba electrice au de obicei o platformă din plastic.
Mașinile de tuns iarba „ride” au, de obicei, o deschidere în partea laterală sau posterioară a carcasei prin care este expulzată iarba tăiată, la fel ca majoritatea mașinilor de tuns iarba rotative. Unele sunt prevăzute cu un dispozitiv de prindere a ierbii la orificiu pentru a strânge iarba tăiată.

#### Mașini de tuns iarba pentru mulcire
Mașinile de tuns iarba pentru mulcire utilizează lame speciale pentru mulcire care sunt disponibile pentru cositoarele rotative. Lama este concepută pentru a menține tăieturile în circulație sub mașina de tuns iarba până când tăieturile sunt tocate destul de mărunt. Alte modele au lame duble pentru a mărunți resturile tăiate în bucăți mici. Această funcție are avantajul de a renunța la munca suplimentară de colectare și eliminare a resturilor de iarbă, reducând în același timp deșeurile de gazon în așa fel încât să creeze și compost convenabil pentru gazon, renunțând la cheltuielile și efectul negativ asupra mediului al îngrășământului.
Producătorii de mașini de tuns iarba își comercializează mașinile de tuns iarba ca fiind cu evacuare laterală, 2 în 1, adică cu sac și mulcire sau cu evacuare laterală și mulcire, și 3 în 1, adică cu sac, mulcire și evacuare laterală. Cele mai multe mașini de tuns iarba 2 în 1 cu sac și mulcire necesită un accesoriu separat pentru a descărca iarba pe gazon. Unii producători de mașini de tuns iarba cu evacuare laterală vând, de asemenea, „plăci de mulcire” separate care vor acoperi orificiul de pe mașina de tuns iarba cu evacuare laterală și, în combinație cu lamele corespunzătoare, vor transforma mașina de tuns iarba într-o mașină de tuns iarba cu mulcire. Aceste conversii nu sunt practice în comparație cu mașinile de tuns iarba 2 sau 3 în 1, care pot fi transformate pe teren în câteva secunde. Există două tipuri de cositoare cu sac. O motocositoare cu sac spate prezintă o deschidere pe partea din spate a motocositoarei prin care iarba este expulzată în sac. Cositoarele Hi-vac au un tunel care se extinde de la evacuarea laterală până la sac. Hi-vac este, de asemenea, tipul de colector de iarbă utilizat la unele mașini de tuns iarba și tractoare de gazon și este potrivit pentru utilizarea în condiții uscate, dar mai puțin potrivit pentru iarba lungă, umedă și luxuriantă, deoarece acestea se înfundă adesea. Mașinile de tuns iarba cu mulcire și cu sac nu sunt potrivite pentru iarba lungă sau buruienile dese. La unele mașini de tuns iarba „ride-on”, iarba tăiată este aruncată pe sol și apoi colectată de un set de peri rotativi, permițând colectarea chiar și a ierbii lungi și umede.
Cositoarele rotative cu motor cu ardere internă sunt disponibile în trei game de prețuri. Mașinile de tuns iarba cu prețuri mici folosesc tehnologii mai vechi, motoare mai mici și platforme de oțel mai ușoare. Aceste motocoase sunt destinate pieței rezidențiale și, de obicei, prețul este cel mai important punct de vânzare.

#### Mașini de tuns iarba profesionale
Echipamentele profesionale de tăiere a ierbii, utilizate de instituții mari precum universități, stadioane sportive și autorități locale, se prezintă de obicei sub forma unor platforme sau accesorii mult mai mari, dedicate, care pot fi montate pe sau în spatele unui tractor standard (o „mașină de tuns iarba cu bandă”). Ambele tipuri pot utiliza lamă rotativă sau lamă cilindrică, deși suprafețele cosite de înaltă calitate necesită utilizarea celei din urmă. Mașinile de tuns iarba pentru suprafețe întinse (WAM) sunt mașini de tuns iarba de uz comercial care au punți extinse pe ambele părți, multe până la 3,7 m. Aceste extensii pot fi coborâte pentru tunderea pe suprafețe mari sau ridicate pentru a reduce lățimea mașinii de tuns iarba și pentru a permite transportul ușor pe drumurile urbane sau cu remorcile. Companiile comerciale de tuns iarba au adoptat cu entuziasm și tipuri precum motocositoarele cu turație zero (atât în versiunea „ride-on”, cât și în cea „stand-on”), care permit o viteză mare pe suprafața ierbii și o întoarcere rapidă la capătul rândurilor, precum și o manevrabilitate excelentă în jurul obstacolelor.

Cositoarele montate pe cârligul în trei puncte al tractorului pot fi cunoscute sub denumirea de cositoare de finisare, utilizate pentru întreținerea gazonului, cositoare cu axă orizontală, utilizate pentru întreținerea ierbii aspre pe suprafețe aspre, sau cositoare pentru perie, utilizate pentru tăierea periei și a copacilor mici.

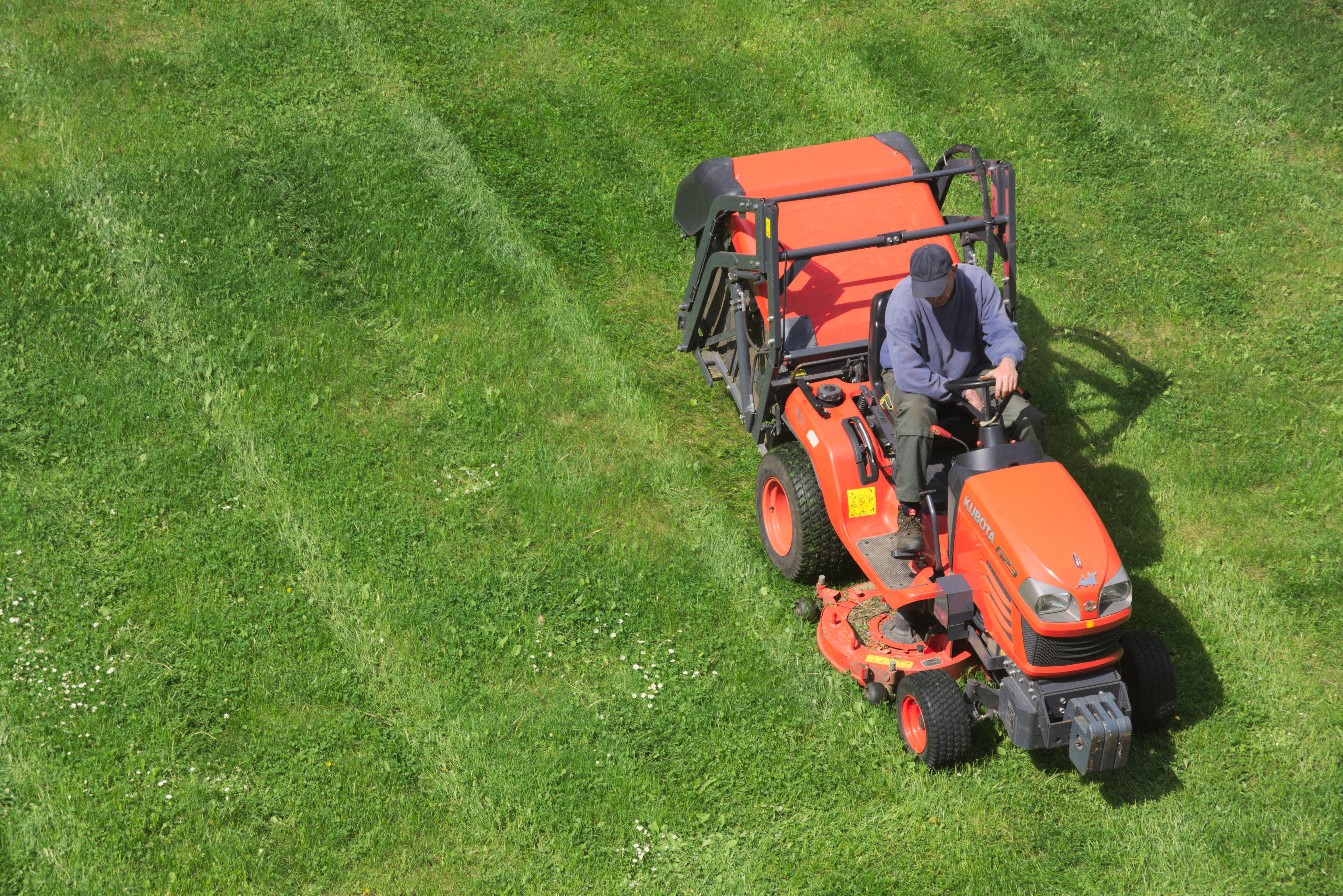
O motocositoare folosită pentru întreținerea unei grădini publice (2015)
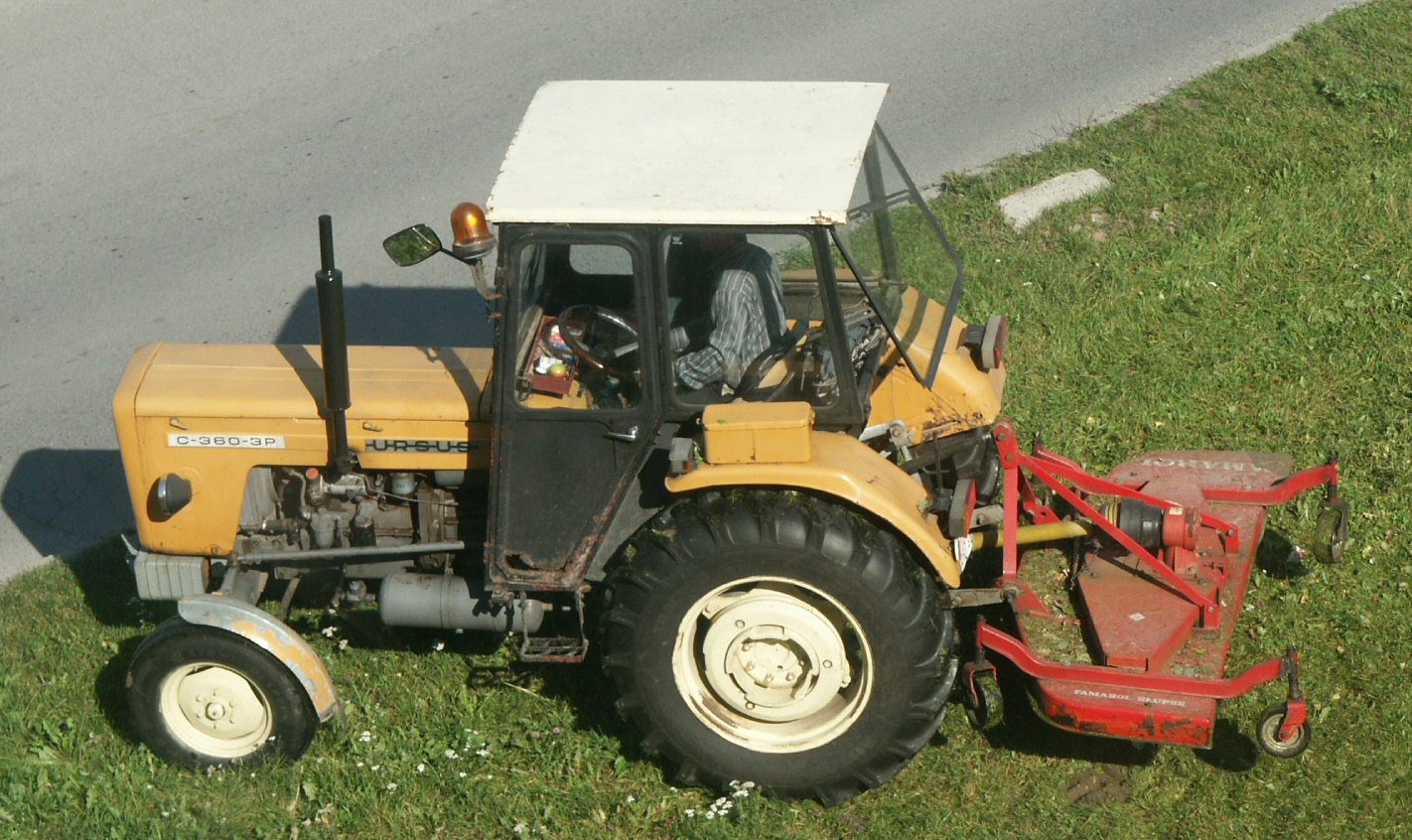
Un tractor Ursus, mașină de tuns iarba trasă
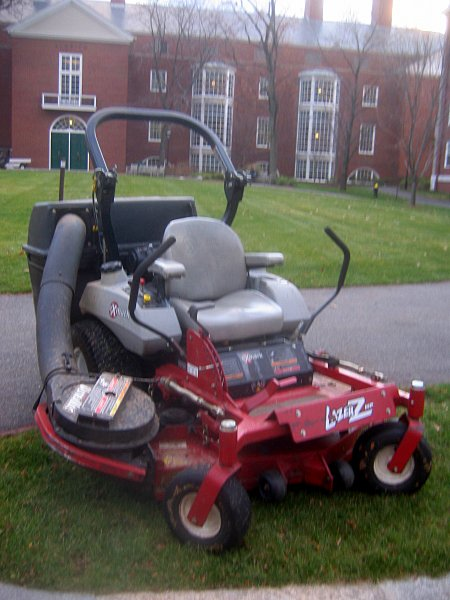
O motocositoare cu turație zero

## Probleme de siguranță
Motocositoarele rotative pot arunca resturi cu viteză și energie extreme. În plus, lamele unei mașini de tuns iarba autopropulsate (pe benzină sau electrice) pot răni un utilizator neglijent sau neatent; în consecință, multe sunt echipate cu un întrerupător automat pentru a dezactiva imediat rotația lamei atunci când utilizatorul nu mai ține mânerul. În Statele Unite, peste 12.000 de persoane pe an sunt spitalizate ca urmare a accidentelor provocate de mașinile de tuns iarba. În 2016, 86.000 de adulți și 4.500 de copii au fost internați la camera de urgență pentru răni provocate de mașinile de tuns iarba. Marea majoritate a acestor leziuni pot fi prevenite prin purtarea de încălțăminte de protecție la tunsul gazonului. Academia Americană de Pediatrie recomandă ca copiii să aibă cel puțin 12 ani înainte de a li se permite să folosească o mașină de tuns iarba „walk-behind” și cel puțin 16 ani înainte de a folosi o mașină de tuns iarba „riding” și că ei „nu ar trebui să opereze mașini de tuns iarba până când nu au demonstrat nivelurile necesare de judecată, forță, coordonare și maturitate”. Persoanele care utilizează o cositoare trebuie să poarte încălțăminte grea, protecție pentru ochi și protecție auditivă în cazul cositoarelor cu motor.

## Impactul asupra mediului și asupra muncii

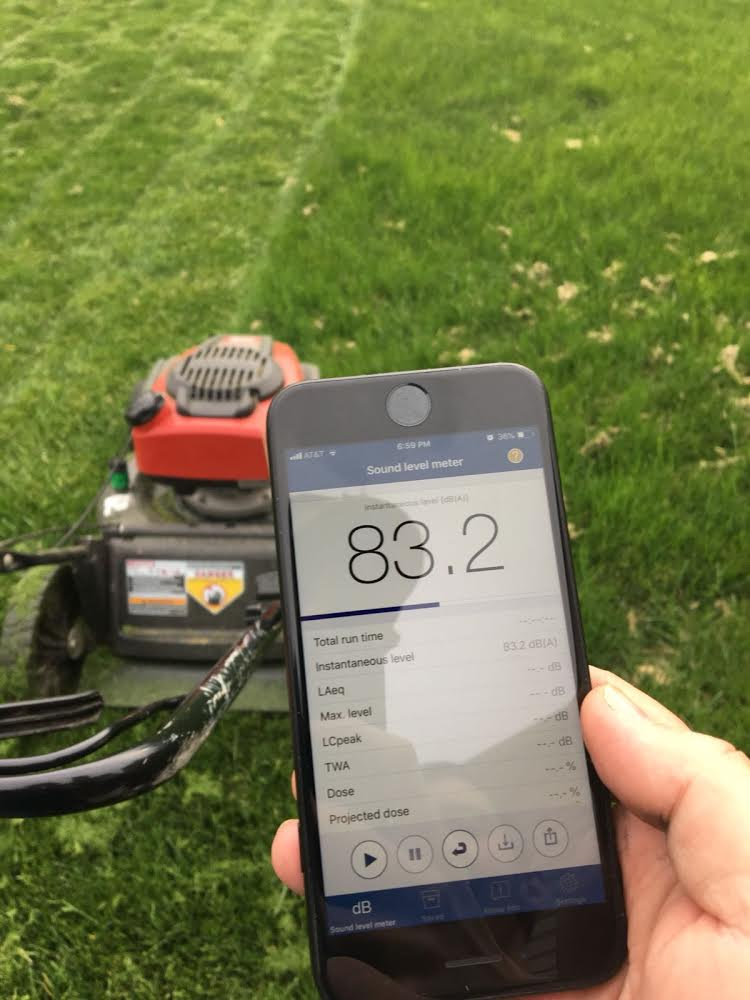
Nivelul de zgomot de la o mașină de tuns iarba măsurat cu ajutorul aplicației sonometrice a NIOSH

Un studiu din 2001 a arătat că unele mașini de tuns iarba produc aceeași cantitate de poluare (emisii, altele decât dioxid de carbon) într-o oră ca și conducerea unui vehicul din 1992 timp de 1.050 km. O altă estimare plasează cantitatea de poluare produsă de o mașină de tuns iarba de patru ori mai mare decât cea produsă de o mașină, pe oră, deși acest raport nu mai este disponibil. Începând cu 2011, Agenția Statelor Unite pentru Protecția Mediului a stabilit standarde pentru emisiile echipamentelor de tuns iarba și se așteaptă la o reducere de cel puțin 35%.
Mașinile de tuns iarba alimentate cu gaz produc emisii de gaze cu efect de seră. Pentru a atenua efectele încălzirii globale generate de sistemul de gazon urban, se recomandă o practică de gestionare a gazonului cu întreținere minimă, cu reciclarea resturilor vegetale și cu irigare și cosire minime.
Mașinile de tuns iarba alimentate cu baterii oferă alternative mai curate pentru consumatori, producând zero emisii, fiind mai eficiente și eliminând riscurile de deversare a benzinei. Mașinile de tuns iarba pe benzină nu sunt reglementate să aibă tehnologie de captare a emisiilor. 
Cositoarele pot crea o poluare acustică semnificativă, și ar putea cauza pierderea auzului dacă sunt folosite fără protecție auditivă pentru perioade prelungite de timp. Mașinile de tuns iarba prezintă, de asemenea, un risc profesional pentru auzul celor aproape un milion de persoane care lucrează în domeniul serviciilor de întreținere a gazonului și a terenurilor. Un studiu a evaluat expunerea profesională la zgomot în rândul îngrijitorilor de terenuri de la mai multe universități publice din Carolina de Nord și a constatat că nivelurile de zgomot de la mașinile de tuns iarba cu împingere au măsurat între 86 și 95 decibeli (ponderați A) și de la mașinile de tuns iarba „ride-on” între 88 și 96  dB(A); ambele tipuri au depășit nivelul stabilit de Institutul Național pentru Securitate și Sănătate Ocupațională (NIOSH), limita de expunere recomandată fiind de 85 dB(A).
Riscul de pierdere a auzului și de poluare acustică poate fi redus prin utilizarea de mașini de tuns iarba alimentate cu baterii sau de auz corespunzătoare, cum ar fi dopuri de urechi sau căștilor pentru urechi.
Este posibil ca o mașină de tuns iarba să deterioreze solul de bază, rădăcinile ierbii și mașina de tuns iarba însăși dacă lamele taie iarba și se ciocnesc de solul de bază. Prin urmare, este important să reglați corect înălțimea mașinii de tuns iarba și să alegeți anvelopele potrivite pentru o mașină de tuns iarba pentru a preveni orice marcaj sau săpătură.